# Joseph Smith
Pour les articles homonymes, voir Joseph Smith (homonymie) et Smith.
Joseph Smith fils ou Joseph Smith II, né le 23 décembre 1805 à Sharon (Vermont) et mort le 27 juin 1844 à Carthage (Illinois), est un chef religieux, politique et militaire américain, prophète et fondateur du mormonisme.
À partir de 1820, à 14 ans, il aurait été témoin d'une série de manifestations spirituelles, telle que l'apparition de Dieu et Jésus-Christ dans un bosquet. En 1830, Joseph Smith publie le Livre de Mormon, qu'il affirme être la traduction d'un récit gravé sur des plaques d'or que l'ange Moroni lui aurait confiées. La même année, il fonde l'Église de Jésus-Christ des saints des derniers jours, une Église restaurationniste dont il devient le premier président.
De nombreux nouveaux convertis le considèrent comme un prophète. Ceux-ci, venant des États-Unis, du Canada et d'Europe, se rassemblent à Kirtland (Ohio) et ensuite à Far West (Missouri). En 1839, après la guerre des mormons, ceux-ci fondent la ville de Nauvoo (Illinois) dont Joseph Smith devient le premier dirigeant. Il sera aussi le commandant de la Légion de Nauvoo, une unité de la milice de l'Illinois, au service de l'ordre mormon.
Joseph Smith annonce sa candidature à l'élection présidentielle américaine de 1844. Ses détracteurs, inquiets de son ascension, veulent éliminer le « fléau mormon ». Ils l'accusent de vouloir établir une théocratie et lui reprochent de pratiquer la polygamie. Joseph Smith fait détruire la presse du Nauvoo Expositor, journal antimormon, et est emprisonné à Carthage. Il est assassiné à l'âge de 38 ans le 27 juin 1844 par une foule d'émeutiers.
Après son décès commence l'exode des pionniers mormons vers les Montagnes Rocheuses, où ils fondent dans le désert du Grand Lac Salé la ville de Salt Lake City. Outre l'Église de Jésus-Christ des saints des derniers jours, une quinzaine d'autres mouvements de différentes ampleurs se réclament de ses doctrines.

## Origines

### Famille et enfance
Joseph Smith est un Américain de la sixième génération. Ses ancêtres, ayant émigré du Lincolnshire (Angleterre), viennent s'installer au XVIIe siècle en Amérique du Nord, dans les collines boisées de la Nouvelle-Angleterre.
Ses parents, Joseph Smith père, et Lucy Mack, se marient en 1796, à Tunbridge (Vermont), et ont ensemble 11 enfants dont 9 survivent après leur naissance : Alvin, Hyrum, Sophronia, Joseph, Samuel, William, Katharine (ou Catherine), Don Carlos et Lucy.
À cause de quelques revers financiers, la famille Smith déménage à plusieurs reprises dans le Vermont (où Joseph Smith fils vient au monde le 23 décembre 1805, à Sharon dans le comté de Windsor), puis dans le New Hampshire où Joseph Smith père loue ses services chez d'autres fermiers, en faisant du commerce ou en travaillant comme maître d'école.
En 1860, l'explorateur Jules Rémy, un des premiers Français à avoir visité Salt Lake City, écrira à leur sujet :

« Les parents de Joseph Smith étaient cultivateurs : ils habitaient d'abord le comté de Windsor, dans l’État de Vermont. Son père, qui jouissait d'une aisance assez grande, se ruina de bonne heure dans une spéculation de ginseng cristallisé, dont il avait envoyé en Chine un chargement, qu'un consignataire infidèle ne lui paya jamais. Il se releva de sa ruine en cultivant une ferme appartenant à son beau-père, et en faisant l'école pendant l'hiver aux enfants du lieu. Ce n'était pas, il s'en fallait de beaucoup, un esprit religieux : cependant, il changea plus tard de sentiments et se convertit vers 1811, grâce aux prières de sa femme. Il en vint même à avoir des visions, et, à partir de sa conversion, il passa le reste de sa vie dans des pratiques religieuses.
Lucy Mack, sa femme, mère du prophète, avait été de tout temps fort pieuse et même adonnée aux rêveries religieuses... Sa vie était toute mystique. Parfois, c'étaient des visions qui lui révélaient que toutes les religions étaient détournées de la vérité. D'autres fois, c'était une intervention miraculeuse en faveur de sa famille… »

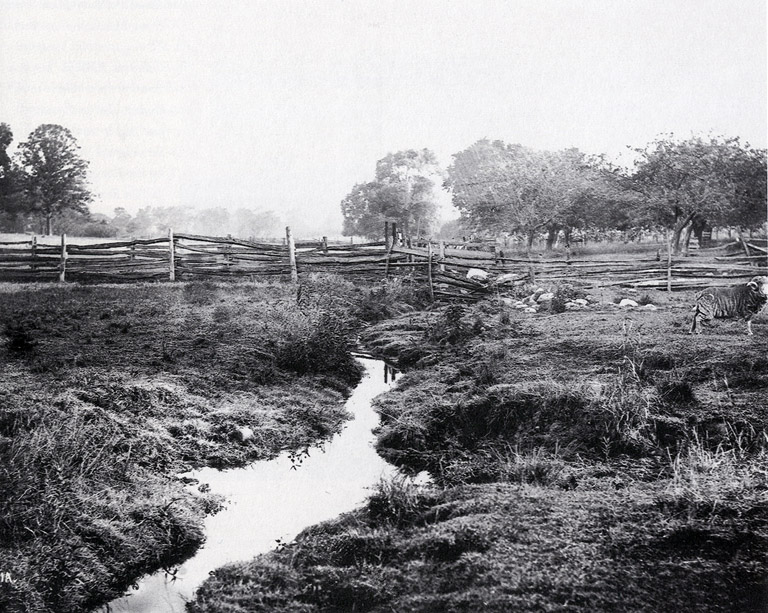
Ferme familiale des Smith à Manchester.

Vers 1813, alors que les Smith habitent West Lebanon (New Hampshire), le jeune Joseph contracte la fièvre typhoïde et est atteint d'une grave infection à la jambe gauche. Il est opéré par le fameux chirurgien Nathan Smith, fondateur de la Dartmouth Medical School, qui lui évite l'amputation, mais durant quelques années l'enfant doit marcher avec des béquilles et, plus tard, cet accident le dispensera du service de la milice. Joseph Smith en gardera toute sa vie une légère claudication.
Vers cette époque, la famille Smith, appauvrie, se rend à Norwich (Vermont) pour travailler dans une ferme. Puis, en 1816, découragés par plusieurs mauvaises récoltes, ils quittent Norwich pour s'installer à Palmyra (New York), dans l'ouest de l'État de New York, non loin du lac Ontario.
Joseph Smith père y fait l'acquisition de cent acres de terre où il bâtit une petite ferme et où, à force de labeur, sa famille retrouve une situation plus prospère.

Plus tard, William, un frère de Joseph Smith fils, évoquera ainsi cette période de leur vie :

« Nous avions un bon terrain. Nous y avions aussi de douze à quinze cents arbres à sucre, et recueillir la sève et faire de la mélasse avec autant d’arbres n’était pas un travail de paresseux. Nous avons travaillé dur pour défricher notre terrain et les voisins étaient un peu jaloux. Imaginez la quantité de travail que cela représente de défricher 24 hectares plus fortement boisés que tout ce que nous connaissons ici, des arbres qu’il n’était pas facile de couper… »

« Étant pauvres », racontera Joseph Smith, « nous avons dû travailler dur pour subvenir aux besoins de notre famille nombreuse… et comme il fallait que tous ceux d'entre nous qui le pouvaient aident à pourvoir aux besoins de la famille, nous avons, par conséquent, été privés des bienfaits d'une bonne instruction. Disons simplement que j'ai appris à lire, à écrire ainsi que les rudiments de l'arithmétique ».
Concernant son éducation et son tempérament d'enfant, Jules Rémy écrit en 1860 :

« Joseph fréquenta pendant quelque temps les écoles primaires... mais ses parents ne purent lui faire donner une instruction soignée. Il apprit à lire couramment, à écrire médiocrement et à faire tant bien que mal, les quatre opérations de l'arithmétique. À l'âge de quatorze ans, il était, au dire de sa mère, un enfant remarquablement tranquille et montrant les plus heureuses dispositions. Cette opinion, il est vrai, n'est pas généralement admise, et les ennemis du prophète le présentent, au contraire, comme fort turbulent et comme un assez mauvais sujet. Ils rapportent qu'il fut à cette époque l'objet d'une tentative d'assassinat, et ils prétendent que ses désordres seuls y avaient donné lieu. Mais sa mère, qui ne conteste pas le fait, l'explique par la malice des méchants et par l'inspiration du démon. »

À Palmyra, la mère de Joseph, deux de ses frères et sa sœur aînée se joignent à la Western Presbyterian Church, l'Église presbytérienne locale, mais Joseph, ainsi que son père et son frère Alvin s'en abstiennent.
Joseph, pour sa part, se rapproche des méthodistes et fait partie d’un club de débat, d’abord à Palmyra, puis dans l’école rouge de « Durfee Street » (North Creek Road).
Quand Alvin Smith décède le 19 novembre 1823, c'est le pasteur presbytérien Benjamin B. Stockton qui célèbre ses funérailles. William Smith, frère cadet de Joseph, raconte : « [Le pasteur]… laissa fortement entendre qu’Alvin était allé en enfer car il n’était pas membre d’une Église. Mais c’était un bon garçon et cela déplut fort à mon père. »
Cet événement fut probablement à l'origine d'une désaffection de la famille à l'égard de cette Western Presbyterian Church qui finit par les excommunier, en 1830, pour « avoir négligé le culte public ».
La mort d'Alvin, ce frère aîné mort à 25 ans et qui travaillait dur pour subvenir aux besoins de sa famille, est une véritable épreuve pour le jeune Joseph. Cet événement est peut-être un élément déclencheur de sa quête spirituelle. Dès lors, il examine les diverses dénominations religieuses (méthodistes, baptistes, etc.) afin de trouver celle qui pourrait être dans la vérité.
Des années plus tard, Joseph Smith situera à cette époque-là de sa vie la visite de l'ange Moroni (soir du 21 septembre 1823).

### Premier procès
En octobre 1825, Joseph Smith fils va travailler dans la ferme d'un certain Josiah Stowell qui vit à South Bainbridge (Comté de Chenango, État de New York). Ce dernier est convaincu de l’existence d’une mine d'argent espagnole et, désireux d'en trouver l'emplacement exact, il creuse des excavations.
Smith prend alors pension à Harmony (Pennsylvanie), chez Isaac et Elizabeth Hale, ses futurs beaux-parents, mais cette chasse au trésor déplaît fortement à Isaac Hale.
En 1826, à Bainbridge, un neveu de Stowell, Peter G. Bridgman intente un procès contre Joseph Smith, au cours duquel son futur beau-père, Isaac Hale, le qualifie de « glass looker », comme en témoignent des notes de frais du juge Albert Neely et du shérif Philip De Zeng, lesquelles donneront lieu à de nombreuses polémiques.
Le « glass-looking » est une pratique en vogue à cette époque dans le Nord des États-Unis. Il consiste à promettre, contre de l'argent, la découverte de trésors enfouis. Les « glass-lookers » se servent d'une pierre transparente qu'on place dans un chapeau et dont l'éclat est supposé révéler où il faut creuser. Des documents retrouvés en 1974 par le révérend Wesley Walters attesteraient qu'avant la parution du Livre de Mormon, Joseph Smith avait eu des activités de voyance et de « money-digging » (« chercheur d'argent »).
Cette allégation, très ancienne, est déjà formulée du vivant de Joseph Smith. En 1833, un certain Philastus Hurlbut, ancien mormon, excommunié pour immoralité, va recueillir les attestations sous serment de 62 citoyens de Palmyra et Manchester affirmant notamment que les Smith passaient leur temps à chercher, au moyen de rituels magiques, des trésors enfouis et qu'ils auraient fait des trous un peu partout dans la région.
En 1842, dans son livre Gleanings by the Way, le révérend John A. Clark (1801-1843), qui fut pasteur de l'Église épiscopalienne (anglicane) à Palmyra, rapporte une déclaration de Martin Harris, un mormon des débuts, dans laquelle il évoque les expéditions nocturnes des « money-diggers » (chercheurs de trésors) et qui dit qu'ils employaient « Joe » comme guide habituel, lequel mettait dans son chapeau une pierre particulière qu'il observait pour décider où ils devaient creuser, et que ce fut au retour d'une de ces virées nocturnes qu'il eut la visite de l'ange Moroni.

En 1872, Charles Marshall, un journaliste britannique en visite à Salt Lake City qui aurait eu accès au registre du juge Neely, publie dans le magazine Fraser un article précisant que Joseph Smith avait bien comparu devant la Cour de Bainbridge, le 20 mars 1826, sous les accusations d'« agitateur » (« disorderly person ») et de « charlatan » (« impostor »), qu'il regardait une certaine pierre pour trouver des trésors oubliés dans les entrailles de la terre et que Stowell l'avait engagé pour prospecter avec lui. Cette thèse fut également défendue par l'historienne mormone, Fawn McKay Brodie, nièce de l'apôtre David O. McKay (devenu plus tard président de l'Église), dans son ouvrage No Man Knows My History: The Life of Joseph Smith, publié en 1945, où elle affirma que Joseph Smith fut un chasseur de trésor extrêmement imaginatif, qui, dans l'espoir d'améliorer le quotidien familial, inventa l'existence de plaques d'or et un récit religieux, le Livre de Mormon, un imposteur animé de bonnes intentions et qui, peu à peu, finit par se convaincre qu'il était bien un prophète. En 1946, à cause de son ouvrage, Fawn McKay Brodie fut excommuniée de l'Église de Jésus-Christ des saints des derniers jours.

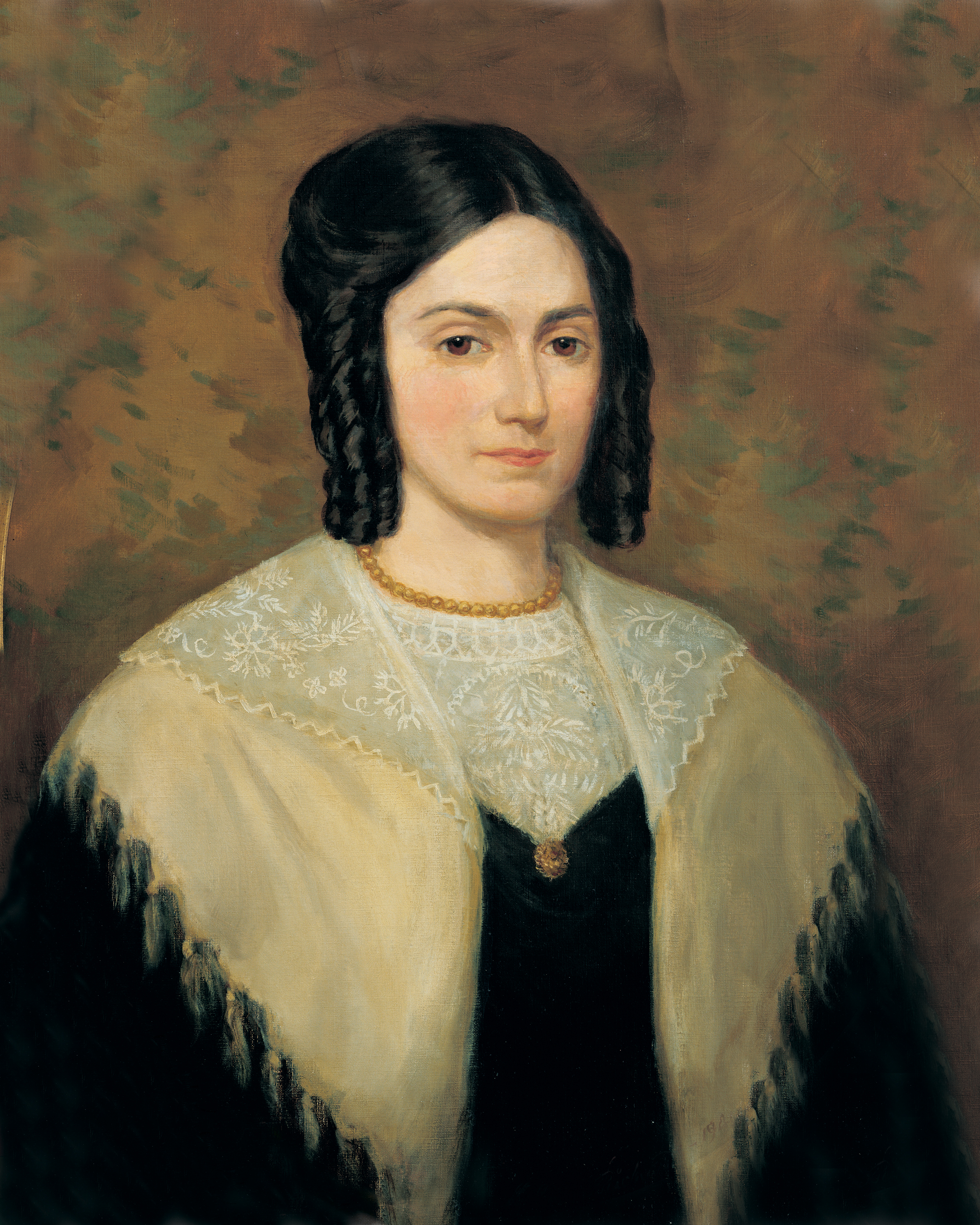
Emma Hale Smith (1804-1879).

Selon Oliver Cowdery, un mormon de la première heure, Joseph Smith fut invité par Stowell à passer quelques mois pour prospecter avec quelques autres à la recherche d'un trésor. Il ajouta que quelqu'un s'était plaint de lui comme « agitateur » (« disorderly person ») et qu'on l'avait amené devant les autorités du comté, mais que, comme on ne put rien retenir contre lui, il fut honorablement acquitté.
Pour les auteurs mormons, même si l'existence du procès de 1826 est effectivement attestée, aucun élément ne permet de conclure que Joseph Smith fut déclaré coupable.
Joseph Smith rapporte de cette période de sa vie : « Au mois d'octobre 1825, je m'engageai chez un vieux monsieur du nom de Josiah Stoal, qui demeurait dans le comté de Chenango, État de New York. Il avait entendu dire qu'une mine d'argent avait été ouverte par les Espagnols, à Harmony, comté de Susquehanna, État de Pennsylvanie, et, avant de m'engager, il avait fait des fouilles pour tenter de découvrir la mine. Lorsque je fus allé vivre chez lui, il m'emmena, avec le reste de ses ouvriers, faire des fouilles pour trouver la mine d'argent, ouvrage auquel je travaillai pendant presque un mois sans que notre entreprise ne rencontrât de succès, et finalement je persuadai le vieux monsieur de cesser ses recherches. C'est de là que vient l'histoire fort répandue qui dit que j'ai été un chercheur d'or. »

## Récit d'une révélation

### La Première Vision (1820)

#### Contexte

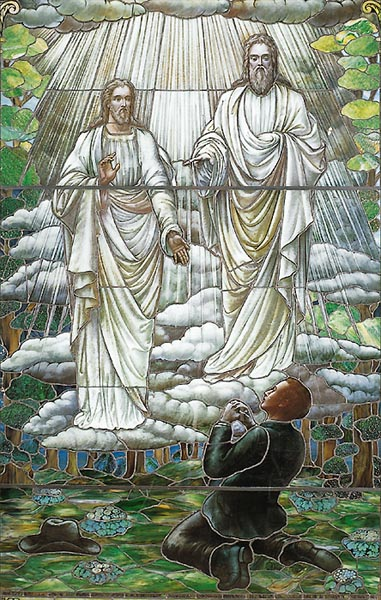
Première Vision de Joseph Smith.

Dans la région de Palmyra où vivait la famille Smith, différentes Églises chrétiennes essayaient d'attirer des convertis. Les différentes dénominations issues de la Réforme étaient souvent secouées par des réveils religieux.
Massimo Introvigne, auteur d'un ouvrage sur les mormons indique que cette région « fut le théâtre de manifestations répétées d’enthousiasmes religieux, au point de recevoir le nom de burned-over district, district incendié par la ferveur revivaliste protestante ». Et « dans l’excitation religieuse, nombreuses étaient les personnes sujettes aux expériences et visions mystiques ». De nombreux prédicateurs de la région, tels Elias Smith, John Samuel Thompson, Asa Wild pour ne citer que les plus connus, prétendirent avoir reçu la visite du Christ. Mais les récits d'apparitions étaient également courants parmi la population.

#### Récit selon Joseph Smith
Bien qu'encore très jeune, Joseph s'interrogeait sur sa situation vis-à-vis de Dieu et sur la confusion qui régnait alors entre les différentes dénominations chrétiennes.
Dans le récit de sa vie, Joseph Smith mentionne en 1820 un réveil religieux qui frappa Palmyra, déclenché par la prédication d’un pasteur méthodiste, Georges Lane. Selon William, le frère cadet de Joseph, ce fut ce prédicateur qui suggéra à Joseph de lire le texte de Jacques 1:5 afin qu’il puisse déterminer l’Église où il serait le plus à l’aise : « Si quelqu'un d'entre vous manque de sagesse, qu'il la demande à Dieu, qui donne à tous simplement et sans reproche, et elle lui sera donnée. »
Inspiré par ce passage de Jacques 1:5, il serait allé prier dans un bosquet, près de chez lui, un jour de printemps 1820 et aurait eu cette vision :

« Je vis, exactement au-dessus de ma tête, une colonne de lumière, plus brillante que le soleil, descendre peu à peu jusqu'à tomber sur moi... Quand la lumière se posa sur moi, je vis deux Personnages dont l'éclat et la gloire défient toute description, et qui se tenaient au-dessus de moi dans les airs. L'un d'eux me parla, m'appelant par mon nom, et dit, en montrant l'autre : Celui-ci est mon Fils bien-aimé. Écoute-le. »

Selon Joseph Smith, Jésus-Christ lui dit de ne se joindre à aucune des Églises qui existaient alors sur la terre, car elles étaient « toutes dans l'erreur et que tous leurs credo étaient une abomination ».
Joseph Smith raconte enfin qu'une forte opposition se manifesta dès qu'il fit part de sa vision : « Je m'aperçus bientôt que le fait de raconter mon histoire m'avait nui auprès des adeptes des autres confessions et était la cause d'une grande persécution, qui allait croissant ; et quoique je fusse un garçon obscur de quatorze à quinze ans à peine, et que ma situation dans la vie fût de nature à faire de moi un garçon sans importance dans le monde, pourtant des hommes haut placés me remarquèrent suffisamment pour exciter l'opinion publique contre moi et provoquer de violentes persécutions ; et ce fut une chose commune chez toutes les confessions : toutes s'unirent pour me persécuter. »

#### Controverses
À propos de cet épisode, Jerald Dee Tanner et son épouse, Sandra McGee Tanner, issus de vieilles familles mormones et qui ont étudié en Utah les débuts du mormonisme, affirment que les premiers membres de l’Église mormone ne savaient rien d’une Première Vision.
Quand Oliver Cowdery a édité sa version de l'histoire de l'Église en décembre 1834 et février 1835, il n'a pas, en effet, mentionné cette « Première vision ». Dans son ouvrage, Fawn McKay Brodie émet de sérieux doutes sur l'authenticité du récit de Smith.
Par ailleurs, la date avancée par Smith (1820) à propos du réveil religieux (revival) initié par le pasteur méthodiste George Lane est contestée par certains auteurs, considérant que la presse locale de cette époque n'en parle pas. Dans son étude parue en 1967, le révérend Wesley P. Walters a cité de nombreux passages des journaux locaux qui semblent confirmer qu'il n'y eut aucun réveil (revival) à Palmyra et ses environs entre 1819 et 1823. Au contraire, durant toutes ces années, l'Église méthodiste de Palmyra perd ses fidèles : 23 en 1819, 6 en 1820 et 40 en 1821...
En revanche, les quotidiens The Wayne Sentinel (15/09/1824) et Palmyra Newspaper (2 mars 1825), parlent bien d'un réveil qui débute en 1824, ainsi que le récit personnel de George Lane, retrouvé par Wesley Walters dans un séminaire méthodiste, et qui indique, en septembre 1825, pour l'Église méthodiste de Palmyra une progression de 208 fidèles.

### Visite de Moroni et découverte des plaques d'or
Trois ans plus tard, selon Joseph Smith, le soir du 21 septembre 1823, alors qu'il priait intensément, une lumière emplit sa chambre, et un messager céleste, nommé Moroni, lui serait apparu et lui aurait révélé que des annales anciennes, gravées sur des plaques d'or, étaient enterrées dans une colline voisine et que lui, Joseph Smith, devrait traduire en anglais ce texte sacré.
Joseph raconta que pendant les quatre années qui suivirent, il rencontra Moroni sur la colline, tous les 22 septembre, afin de recevoir des enseignements et des instructions supplémentaires, et que, le 22 septembre 1827, quatre ans après avoir vu les plaques pour la première fois, il les reçut.
Smith raconte qu'il se rendit sur le flanc occidental de cette colline de Cumorah, un peu en dessous du sommet, qu'il y trouva enterrées les plaques déposées dans un coffre en pierre, l'Ourim et Thoummim et un pectoral en or. Selon lui, les plaques étaient en or, gravées de caractères égyptiens, et reliées avec trois anneaux comme les feuilles d'un livre... L'Urim et Thummim consistait, dit la mère de Joseph qui l'aurait vu, en deux diamants triangulaires, enchâssés dans du verre et montés sur des branches d'argent, un peu comme les lunettes qu'on portait autrefois. Dans le récit de sa découverte, Joseph Smith ne précise pas qu’une « épée » se trouvait à Cumorah, dans le coffre de pierre. C'est plus tard, dans les récits des « témoins », que cet objet, l'épée de Laban, sera mentionné.

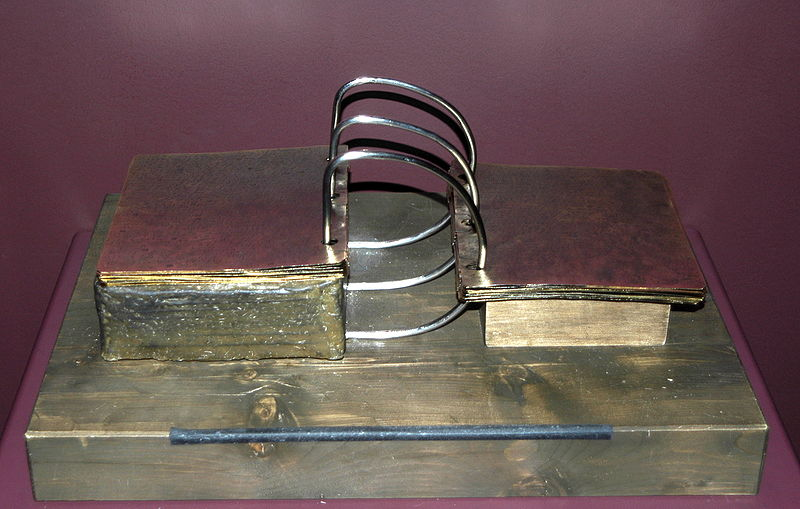
Les plaques d'or stop.

Selon Smith dès que ces plaques d'or lui furent confiées des bandes locales ne cessèrent de comploter afin de les lui voler, et c'est pourquoi, en décembre 1827, le couple Smith serait revenu à Harmony (Pennsylvanie), où Joseph aurait alors débuté la « traduction » des plaques, secondé par Martin Harris, un riche fermier, ami de la famille Smith.
C'est alors que Martin Harris aurait fait le voyage jusqu'à New York pour montrer un fac-similé des caractères « égyptiens » du livre de Mormon à Charles Anthon, professeur de philologie classique à l'université Columbia, qui, selon lui, aurait déclaré que les caractères étaient égyptiens, chaldéens, assyriens et arabes et que la traduction qu'en avait faite Smith était correcte. Il ajouta qu'Anthon lui aurait d'abord donné un certificat attestant l'authenticité des caractères, et puis que, se ravisant, il l'aurait ensuite déchiré. Plus tard, dans une lettre adressée à Eber D. Howe de Painesville et datée du 9 février 1834, Charles Anthon donna une version différente de cette entrevue : devant le mélange des alphabets hébreux, grecs et romains il aurait perçu le document comme non seulement « un canular » mais comme une « escroquerie » faisant « partie d'un plan pour voler l'argent du fermier » Martin Harris.
En 1903, les héritiers de David Whitmer vendirent à l’Église réorganisée de Jésus-christ des saints des derniers jours un document dont le papier, ancien, avait la même qualité et la même apparence que celui du manuscrit du Livre de Mormon et des premières « révélations ». Selon l’Église réorganisée, ce document (aujourd'hui surnommé transcription RLDS) serait le fac-similé qu'Harris aurait présenté en 1829 au professeur Anthon. Sur ce sujet, l’Église de Jesus-Christ des saints des derniers jours se montre circonspecte.
Après sa visite à New York, Martin Harris revint auprès de Joseph le 12 avril 1828. Deux mois plus tard, selon Joseph Smith, 116 pages étaient déjà écrites quand Martin Harris lui demanda la permission de les emporter chez lui. Joseph Smith finit par lui permettre de les emporter. Harris les emporta et les perdit. Elles ne furent jamais retrouvées.
| 1820 | Dieu le Père et son fils Jésus-Christ | Première Vision         |
| 1823 | Ange Moroni                           | Livre de Mormon         |
| 1829 | Jean Baptiste                         | Prêtrise d'Aaron        |
| 1829 | Pierre, Jacques et Jean               | Prêtrise de Melchisédek |
| 1836 | Moïse                                 | Rassemblement d'Israël  |
| 1836 | Elias                                 | Dispensation d'Abraham  |
| 1836 | Élie                                  | Rédemption des morts    |

### «Traduction» du Livre de Mormon
En avril 1829, Oliver Cowdery, jeune instituteur originaire de Poultney (Vermont), arriva à Harmony, et se présenta à Joseph pour remplacer Harris.

« Le 5 avril 1829, Oliver Cowdery vint chez moi. Je ne l'avais jamais vu auparavant. Il me déclara que comme il enseignait à l'école du quartier où mon père résidait, et comme mon père était un de ceux qui envoyaient leurs enfants à cette école, il avait pris quelque temps pension chez lui. Pendant qu'il y était, la famille lui raconta les circonstances dans lesquelles j'avais reçu les plaques, à la suite de quoi, il était venu me trouver pour me poser des questions à ce sujet. Deux jours après l'arrivée de M. Cowdery (le 7 avril), je commençai la traduction du Livre de Mormon et il se mit à écrire pour moi. »

Certains auteurs ont avancé que Joseph Smith et Oliver Cowdery se connaissaient déjà avant cette rencontre, et que leurs pères, Joseph Smith Sr et William Cowdery, auraient tous deux adhéré au mouvement religieux (« Wood Scrape ») initié en 1800 par un certain Nathaniel Wood, de Middletown (Vermont), qui affirmait que ses disciples étaient de nouveaux Juifs (« New Israelites ») et qu'ils pouvaient guérir les maladies et découvrir des trésors cachés en utilisant des baguettes divinatoires (« divining rod »).
Oliver Cowdery a écrit à propos de son expérience : « Ce furent là des jours inoubliables ! Être là à écouter le son d’une voix parlant sous l'inspiration du ciel éveillait en mon sein la gratitude la plus profonde ! Jour après jour, je continuais, sans interruption, à écrire l’histoire, ou annales, appelée « Livre de Mormon », telle qu’elle tombait de ses lèvres, tandis qu’il traduisait à l'aide de l'urim et du thummim. »
Selon Joseph Smith, un mois plus tard, Oliver Cowdery et lui allèrent prier sur les bords de la rivière Susquehanna, quand un être céleste leur serait apparu, se présentant comme étant Jean le Baptiste, puis leur aurait conféré la Prêtrise d'Aaron en leur commandant de se baptiser et de s'ordonner mutuellement. Plus tard dans le mois, raconta Smith, les apôtres d'autrefois Pierre, Jacques et Jean leur seraient apparus à leur tour, puis ils leur auraient conféré la Prêtrise de Melchisédek et les auraient ordonné apôtres.

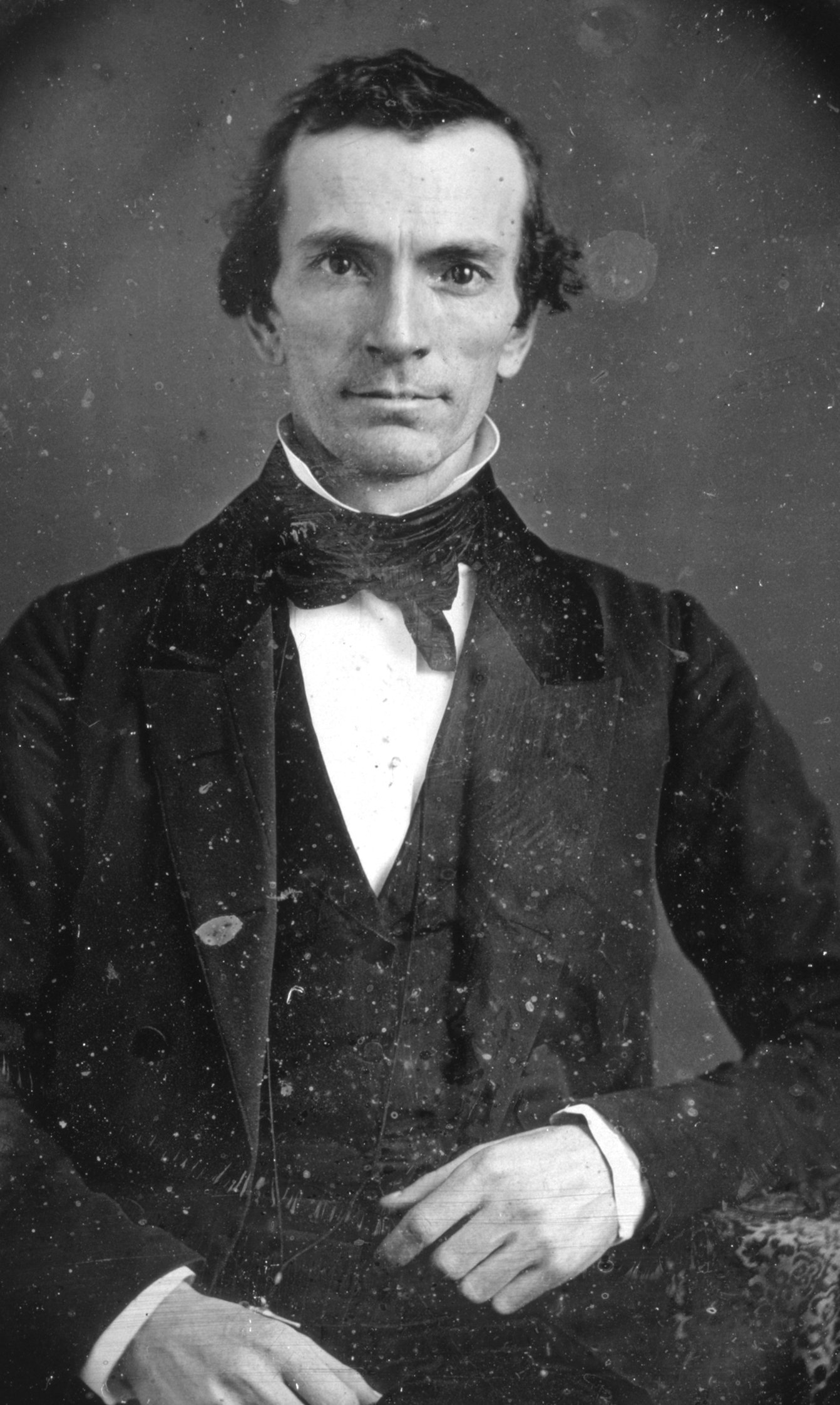
Oliver Cowdery (1806-1850), secrétaire de Smith, un des « trois témoins » du Livre de Mormon, excommunié en 1838.

En juin 1829, la famille Whitmer, de Fayette (État de New York), lui offrit l'hospitalité pour achever son travail. Le même mois, Joseph Smith baptisa, dans les eaux du lac Seneca, deux des Whitmer en même temps que son frère Hyrum.
C'est alors que furent rédigés les deux certificats des « trois témoins » (Oliver Cowdery, David Whitmer, et Martin Harris) et des « huit témoins ». Quatre Whitmer, Hiram Page, parent des Whitmer, et trois Smith, attestèrent de l'existence des plaques d'or, traduites par Joseph Smith.
Les témoignages des trois et des huit témoins ont été imprimés au début du Livre de Mormon, dès la première publication de 1830.
Quoique la plupart de ces témoins (6 sur 11) eussent ensuite été excommuniés, l'Église de Jésus-Christ des saints des derniers jours se plait à rappeler la grande honorabilité de ces hommes et souligne le fait que, même sortis de l'Église, ils ne renièrent jamais leur témoignage.
Sa mère, Lucy Mack, dit qu'ensuite l'ange serait de nouveau apparu à Joseph, que ce dernier dut lui rendre les plaques et les autres objets, et qu'alors l'ange emporta tout.
Aujourd'hui, les auteurs mormons expliquent que Moroni reprit les plaques pour épargner à Joseph Smith et aux croyants d'avoir à les protéger et à les cacher sans cesse et pour augmenter la foi du lecteur qui doit apprendre directement de Dieu et connaître par la révélation la véracité de ce livre.
La « traduction » étant achevée, il s'agissait de trouver un imprimeur. C'est alors que Joseph Smith se serait rendu à l'atelier d'Egbert Grandin, éditeur du journal The Wayne Sentinel.

### Parution duLivre de Mormon(1830)

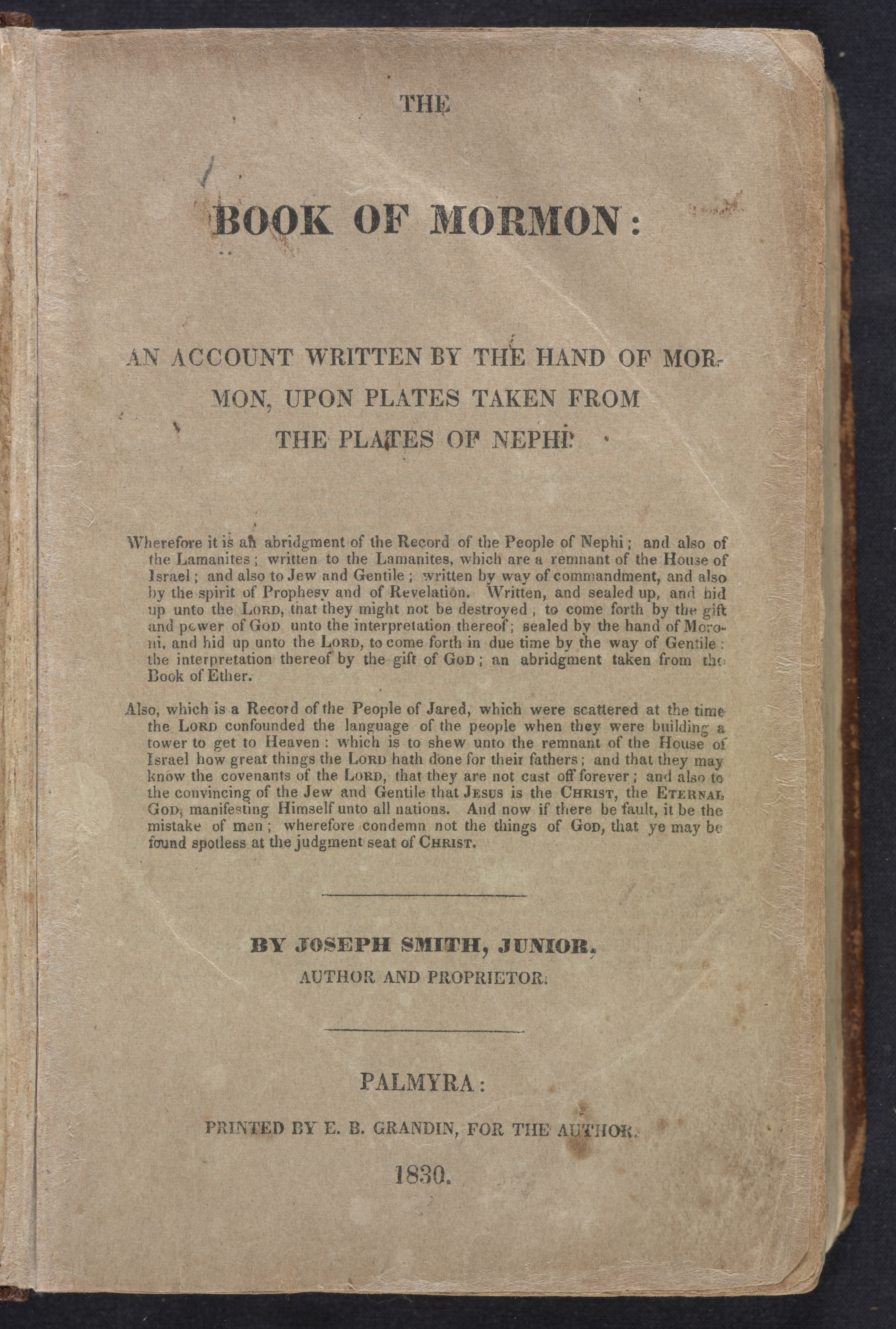
Couverture d'un premier exemplaire du Livre de Mormon.

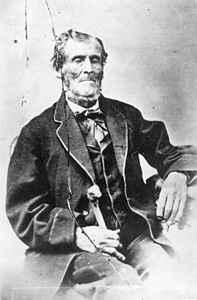
Martin Harris (1783-1875).

En juin 1829, Joseph Smith se rendit à Palmyra (Comté de Wayne, État de New York) pour y déposer un manuscrit du Livre de Mormon (The Book of Mormon) à l'atelier d'Egbert Bratt Grandin, éditeur du journal The Wayne Sentinel (en).
Le 17 août 1829, avec Egbert et ses associés, John H. Gilbert et Pomeroy Tucker, il signa un contrat concernant l'impression de 5 000 exemplaires. Pour en régler le coût estimé à 3 000 dollars, Martin Harris, un fermier local, ami des Smith, hypothéqua sa ferme de 150 acres. (Plus tard, il vendra 80 hectares de sa ferme pour racheter l'hypothèque). Il fut l'un des « trois témoins » qui attestèrent l'existence des plaques d'or.
Le Livre de Mormon fut finalement mis en vente au public dans la librairie de M. Grandin, le 26 mars 1830.
L'ouvrage se présentait comme étant les annales d'un peuple ancien (les Néphites) qui, avec les Lamanites auraient occupé l'Amérique du Nord entre 600 av. J.-C. et 421 ap. J.-C.
Suivant ce récit, les ancêtres des Néphites et des Lamanites auraient été des Hébreux ayant quitté Jérusalem pour gagner l'Amérique.
Les Lamanites (dont descendraient les Amérindiens) auraient finalement éliminé les Néphites, dont un représentant : Moroni, fils de Mormon, aurait enterré quelque part leurs annales sacrées, gravées sur des plaques d'or.
Joseph Smith présenta le Livre de Mormon, non comme un roman, mais comme un texte authentique dont il aurait eu la révélation. Selon lui, Moroni lui-même lui serait apparu, le 21 septembre 1823, et lui aurait indiqué où se trouvaient les plaques d'or, sur la colline de Cumorah, près de Palmyra. Au sommet de cette colline, il aurait ainsi exhumé des plaques, recouvertes d'une écriture inconnue, ainsi que des pierres de voyance (Ourim et Thoummim) qui, quatre ans plus tard, lui auraient permis d'en faire la « traduction ».

### Accusations de plagiat
Les détracteurs de Joseph Smith affirment que le Livre de Mormon a été rédigé par Joseph Smith, et probablement avec l'aide d'autres personnes plus instruites tels Oliver Cowdery ou Sidney Rigdon. L'idée que les Amérindiens fussent les descendants de tribus perdues d'Israël était répandue bien avant la naissance du mouvement mormon. On en trouve des témoignages dans de nombreuses publications antérieures à 1830. On accusa ainsi Joseph Smith d'avoir plagié un ou plusieurs ouvrages de son temps.
On parla d'abord du manuscrit de Spaulding. À partir de 1812, Solomon Spaulding (1761-1816), avait écrit un roman à trame biblique intitulé : The Manuscript Found (Le Manuscrit Retrouvé). Un imprimeur de Pittsburgh, Robert Patterson, reçut le manuscrit, mais alors qu'il attendait d'être payé pour l'imprimer, Spaulding décéda. Le roman ne fut finalement pas publié, et, selon des témoignages notariés de l'époque, le manuscrit de l'imprimeur aurait alors disparu. Or, Patterson avait comme ouvrier un certain Harrison, ami de Sidney Rigdon, qui fut plus tard un proche de Joseph Smith dans la nouvelle Église. De là à penser que Rigdon ait subtilisé le manuscrit et que celui-ci ait servi de base au Livre de Mormon, il n'y avait qu'un pas… et ce pas fut franchi dès 1832, alors que les missionnaires mormons Samuel H. Smith et Orson Hyde prêchaient à Conneaut Ohio), des habitants affirmèrent que le Livre de Mormon ressemblait à l'histoire écrite dans cette ville, quelques années plus tôt, par Spaulding. Le frère de Spaulding, sa veuve et son fils déclarèrent sous serment qu'ils reconnaissaient le roman du défunt.
En décembre 1833, l'ex-mormon Hilburt, qui avait obtenu de la veuve Spaulding, un manuscrit de l'ouvrage, le présenta dans des réunions publiques à Kirtland (Ohio), et, l'année suivante, Eber Dudley Howe(1798-1885), propriétaire de The Telegraph de Painesville, exposa dans son livre Mormonism Unvailed la théorie selon laquelle le Livre de Mormon serait un plagiat du manuscrit de Spaulding .
En 1884, un certain Rice découvrit un manuscrit de Spaulding et le transmit à l'Oberlin College de l'Ohio. Le manuscrit ne s'intitulait pas Le manuscrit trouvé, mais : Manuscript Story : Conneaut Creek, et il présentait assez peu de similitudes avec le Livre de Mormon, ce qui semblait démentir la thèse du plagiat orchestré par Smith et Rigdon. Le manuscrit traitait d'un groupe de Romains qui, en route pour la Grande-Bretagne, se perdaient et, parvenant en Ohio, décrivaient l'histoire des Indiens qui s'y trouvaient. L'anglais y était moderne, le style romanesque, et le roman six fois plus court que le Livre de Mormon. Afin de ruiner définitivement la thèse Smith-Rigdon, le manuscrit d'Oberlin, fut publié en 1885 sous le titre : The Manuscript Found (Le Manuscrit Retrouvé) par l’Église réorganisée de Jésus-Christ des saints des derniers jours (aujourd’hui rebaptisée Communauté du Christ), puis en 1896 et 1910 par l'Église de Jésus-Christ des saints des derniers jours.
Toutefois, les défenseurs de cette thèse affirment que, selon les témoignages de l'époque, Spaulding aurait rédigé plusieurs essais sur le même sujet, et que Le Manuscrit retrouvé et le Manuscript Story : Conneaut Creek (ou Manuscrit d'Oberlin) seraient deux écrits différents de Spaulding. Ceci aurait été confirmé par une fille de Spaulding, Matilda McKinstry.
L'autre ouvrage, souvent cité comme source possible de Joseph Smith, est l'ouvrage du pasteur Ethan Smith (1762–1849) : View of the Hebrews (Vue des Hébreux), publié en 1823 et qui défendait lui aussi l'idée que les Amérindiens descendent des Hébreux. Isaac Woodbridge Riley (1869–1933) fut apparemment le premier, en 1902, à établir un rapprochement entre Vue des Hébreux et le Livre de Mormon.
Cette thèse se trouva renforcée par le fait que l'auteur de Vue des Hébreux, Ethan Smith, vécut à Poultney (Vermont), la ville natale d'Oliver Cowdery, où il fut de 1821 à 1826 le pasteur de la Congregational church que fréquentait la famille Cowdery. Quand le roman d'Ethan Smith fut publié en 1823, le journal de Palmyra, le Wayne Sentinel en fit la publicité, et plus tard, le 11 août 1826, le nom de Joseph Smith père fut mentionné dans ce même journal, attestant qu'il avait payé, pour l'acquérir, la somme de 5,60 dollars.
En 1922, Brigham H. Roberts (1857–1933), historien mormon et membre du premier collège des soixante-dix, releva 26 points de similitude entre Vue des Hébreux et le Livre de Mormon. Il écrivit à ce propos : « La question qui doit être considérée est celle-ci : Est-ce qu'une telle connaissance (celle de l'origine sémite des Indiens) telle qu'elle est défendue dans le livre d'Ethan Smith concernant les théories de l'origine comme elles existaient dans le voisinage où Joseph Smith a passé sa jeunesse et l'imagination créatrice et vivante d'une personne auraient pu produire un ouvrage tel que le Livre de Mormon ? Il apparaît qu'une telle connaissance existait en Nouvelle-Angleterre et que Joseph Smith était en contact avec elle. Qu'un livre au moins, avec lequel il semble bien avoir été en contact ait pu fournir le matériel de base du Livre de Mormon et il apparaît que Joseph Smith possédait une semblable imagination créative, il en ressort qu'il est très possible que le Livre de Mormon ait pu être produit de cette façon. ». Roberts termina son étude de Vue des Hébreux en posant la question : « Des points de ressemblance suggérant des contacts aussi nombreux et aussi convaincants peuvent-ils être une simple coïncidence ? ». Toutefois, Brigham H. Roberts resta convaincu jusqu'à sa mort de l'inspiration divine du Livre de Mormon.
En 1945, Fawn McKay Brodie écrivit : « On ne pourra jamais prouver que Joseph [Smith] a bien lu Vue des Hébreux avant d'écrire le Livre de Mormon, mais les parallèles saisissants entre les deux livres laissent peu de place à une simple coïncidence. ».
En 1985, le mormon John W. Welch tenta de répondre à la question de B. H. Roberts et d'expliquer en quoi les ressemblances entre les deux ouvrages, très générales selon lui, n'étaient ni nombreuses ni convaincantes. À son tour, et en réponse au travail de Roberts, il dressa une liste de 84 différences entre les deux ouvrages afin d'infirmer la théorie du plagiat.

## Les débuts de l'Église

### Les premières missions
Le 6 avril 1830, exactement onze jours après la mise en vente du Livre de Mormon, une soixantaine de personnes se réunirent dans la maison de rondins de Peter Whitmer, père, à Fayette (État de New York). Là, Joseph Smith organisa officiellement l'Église, nommée huit ans plus tard l'Église de Jésus-Christ des saints des derniers jours.
Joseph Smith envoya alors des missionnaires prêcher dans tout l'État de New-York. Au printemps 1830, son jeune frère, Samuel, fut le premier à prendre la route. Dans une taverne de New York, il laissa un exemplaire du Livre de Mormon qui parvint entre les mains de Brigham Young. Ainsi fut baptisé celui qui devait devenir le deuxième président de l’Église de Jésus-Christ des saints des derniers jours et conduire les pionniers mormons en Utah.
Joseph Smith, lui-même, prêcha à Harmony, puis à Fayette (État de New-York). En août 1830, lors d'une de ces missions à Manchester (État de New-York), Parley P. Pratt, pasteur campbelliste, vint l'écouter afin de lui apporter la contradiction. Mais, le discours de Joseph Smith parvint à le convaincre. Dès le lendemain, il demanda le baptême, et, le 19 septembre, il baptisa à Chanaan (État de New-York) son propre frère Orson Pratt, âgé de dix-neuf ans, qui devint plus tard un important pilier de la jeune Église.
En septembre 1830, Joseph Smith envoya Oliver Cowdery et Parley P. Pratt chez les Indiens du Missouri. Le voyage que firent ces missionnaires les conduisit dans la région de Kirtland (Ohio), où ils rencontrèrent un groupe religieux en recherche spirituelle et ils convertirent cent trente de ses membres, parmi lesquels Sidney Rigdon, qui devint plus tard membre de la Première Présidence de l’Église.
Le groupe de saints des derniers jours de Kirtland atteignit ainsi plusieurs centaines de membres.
Dès lors, la croissance de l’Église fut rapide. En un an, il y eut plus de 500 baptêmes. En 1832, la population de l'Église était de 2 000 à 3 000, et s'approcha de 20 000 en 1835.

### Installation à Kirtland (Ohio)
En même temps que l'Église grandissait dans l'État de New York, l'hostilité de la population augmentait. Joseph et Emma furent parmi les premiers à partir en Ohio, et ils arrivèrent à Kirtland vers le 1er février 1831.
Ils s'installèrent au-dessus du magasin blanc (the White Store) de Newel K.Whitney qui, en 1832, devint le siège de l’Église. En 1832, Newel fut appelé à servir comme manager des opérations financières de l’Église. La plupart des ressources de la famille Whitney furent offertes pour l’édification du temple de Kirtland.
Dans les mois qui suivirent, la grande majorité des saints des derniers jours de l'État de New York vendirent leurs biens et se rassemblèrent à Kirtland (Ohio) où ils achetèrent des terres.

### Les premières institutions de l'Église
C'est à Kirtland (Ohio), en 1832, que fut organisée la Première Présidence de l’Église.
Le président Joseph Smith choisit pour conseillers Sidney Rigdon et Jesse Gause.
Pour une raison inconnue, Jesse Gause fut excommunié le 3 décembre 1832 et quitta l'Église.
L'historien et ex-mormon D. Michael Quinn pense que Gause aurait appris que Smith enseignait secrètement le mariage plural, ce qui aurait motivé son départ.
Jesse Gause fut remplacé, le 18 mars 1833, par Frederick G. Williams.
Un pieu fut organisé à Kirtland en 1834.
Joseph Smith organisa le Collège des douze apôtres qui se réunit pour la première fois à Kirtland, le 21 février 1835. Brigham Young, Heber C. Kimball, Orson Hyde, Orson Pratt et Parley P. Pratt furent désignés apôtres. La même année, Smith créa un collège des soixante-dix.
Pendant cette période, Joseph Smith établit aussi des collèges de la Prêtrise d'Aaron et de Melchisédek pour administrer les besoins des membres locaux de l'Église.

### Fondation d'une «nouvelle Sion» au Missouri
En juin 1831, Joseph Smith prétendit avoir reçu de Dieu la révélation que devait être fondée une « nouvelle Jérusalem », à 1 400 km de Kirtland, dans le comté de Jackson, au Missouri, à la limite des terres colonisées. Ils passèrent par Cincinnati, Louisville et Saint-Louis, d'où ils se rendirent à pied à Indépendance (comté de Jackson), qu'ils atteignirent au mois de juillet 1831. L'endroit plut à Smith et il proclama au nom de Dieu que c'était la terre promise réservée aux saints des derniers jours, que c'était là que devrait s'élever la cité de Sion.
Joseph Smith commença à y établir les fondations d'une nouvelle ville, destinée à recevoir 15 à 20 000 habitants. William W. Phelps reçut l'ordre d'établir et de diriger une imprimerie, et des hommes furent nommés à des fonctions dont le but était d'organiser la colonie et de la peupler, de recevoir des offrandes et d'ouvrir des magasins. En août 1831, il choisit et consacra un site pour la construction du temple, puis, revenu en Ohio, il incita des centaines de saints des derniers jours à se rendre au Missouri et à s'y installer.
Ainsi, entre 1831 et 1838, on trouvait les mormons principalement en Ohio et au Missouri. Les dirigeants de l'Église correspondaient par lettres et faisaient souvent le voyage entre les deux régions.

### Formation du canon des Écritures mormones
En novembre 1831, les dirigeants de l'Église décidèrent de publier un grand nombre de « révélations » dans une compilation appelée le Livre des Commandements. Ce livre fut imprimé à Independence (Missouri), mais, en juillet 1833, des émeutiers détruisirent la presse et la plupart des exemplaires du livre. À cause de ces événements, le Livre des Commandements ne fut jamais mis à la disposition des membres de l'Église, mais, en 1835, on publia à Kirtland sous le titre de Doctrine et Alliances, un nouveau recueil de « révélations » et de déclarations « inspirées », donnant des instructions pour diriger l'Église dans les « derniers jours ».
Pendant qu'il vivait dans la région de Kirtland, Joseph Smith poursuivit sa traduction de la Bible, par laquelle il prétendait corriger le texte de la King James — ou Bible du roi Jacques (bible en anglais réalisée sous le règne de Jacques Ier d'Angleterre) — et rétablir ainsi des vérités perdues au fil des siècles. Ce travail ne put être achevé de son vivant, mais il fut l'occasion de publier des textes, à présent inclus dans le Livre de Moïse qui fait partie de la Perle de grand prix, un des ouvrages canoniques de l'Église de Jésus-Christ des saints des derniers jours.
Le 3 juillet 1835, à Kirtland (Ohio), un marchand d'antiquités, Michael H. Chandler, exposa des momies égyptiennes et des rouleaux de papyrus. Joseph Smith fit alors l'acquisition de quatre momies et de plusieurs dizaines de fragments de papyrus dont il affirma avoir tiré des papyri écrits par Abraham lui-même plus de 4 000 ans auparavant. Smith produisit alors un récit, le Livre d'Abraham qu'il présenta comme la traduction de ces écrits. Par la suite, le Livre d'Abraham fut intégré à la Perle de grand prix.
Ces documents égyptiens ont donné lieu à un vif débat, notamment depuis leur redécouverte en 1966 au Metropolitan Museum of Art de New York, par le Dr Aziz Suryal Atiya, spécialiste du Proche-Orient à l'université d'Utah. Celui-ci raconta ainsi sa découverte : « Pendant que j’étais là, je découvris un classeur avec ces documents. J’en reconnus immédiatement le dessin. Lorsque je le vis, je sus qu’il avait paru dans la Perle de Grand Prix. Je connaissais l’aspect général de l’image. […] Je vis d’autres morceaux de papyrus empilés ensemble… Un autre document se trouvait avec eux, signé par la femme de Joseph Smith, son fils et quelqu’un d’autre, attestant que ces papyrus appartenaient à Joseph Smith… »
Les momies et les papyrus acquis par Smith provenaient des fouilles réalisées à Thèbes par Giovanni Pietro Antonio Lebolo, dont Michael H. Chandler était le neveu et l'héritier. Pour les égyptologues, les papyrus de Smith proviennent d'un Livre des Respirations, c'est-à-dire un livre funéraire qui, à partir du Ier siècle av. J.-C., succéda au très ancien Livre des Morts et dont les textes et les scènes qui y figurent et qu'on trouve fréquemment dans les tombeaux égyptiens, n'auraient, selon eux, aucun lien avec Abraham (que les récits bibliques ne situent jamais hors de la Mésopotamie) ou même avec le peuple hébreu.

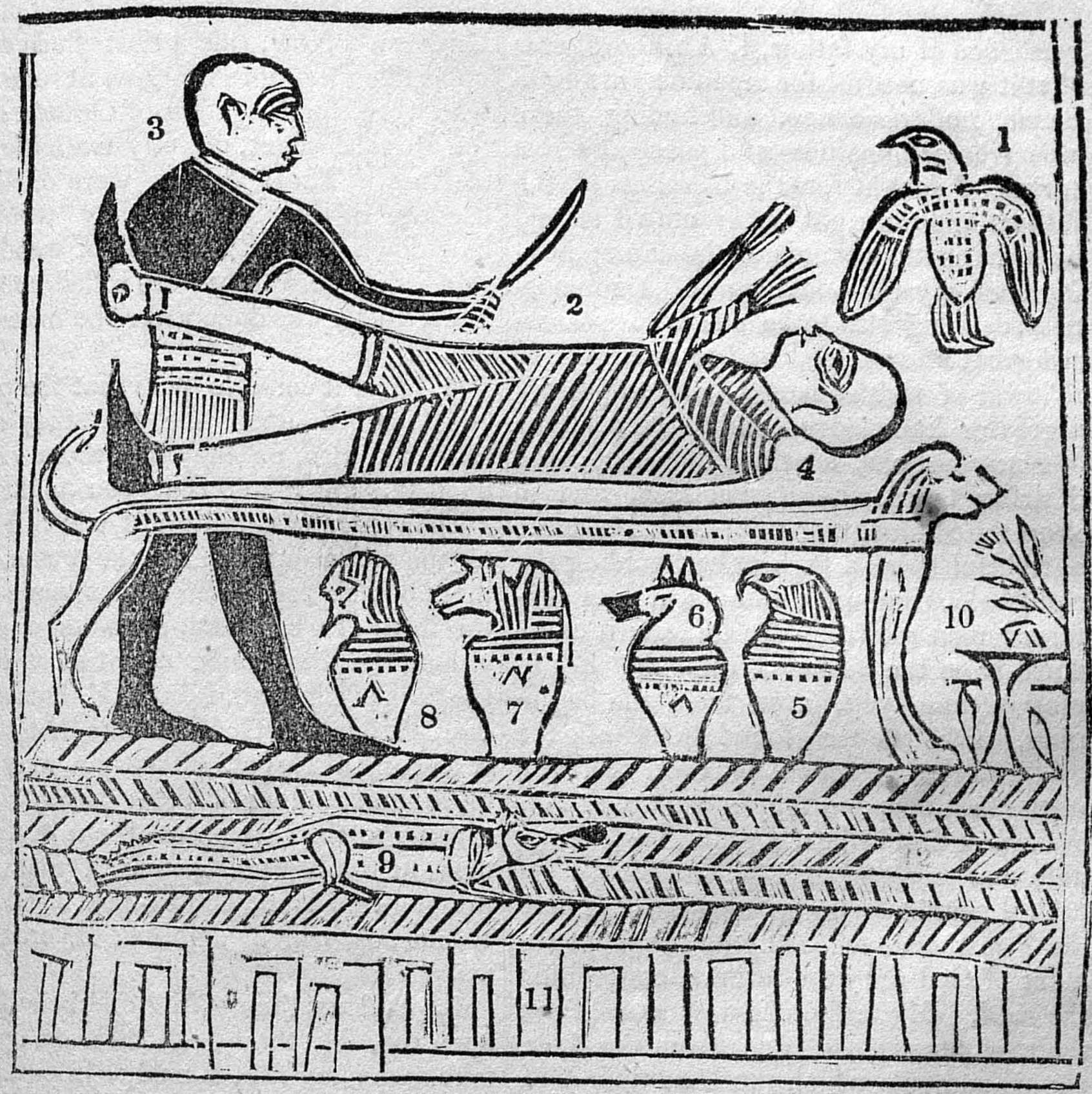
Fac-similé no 1 du Livre d'Abraham.
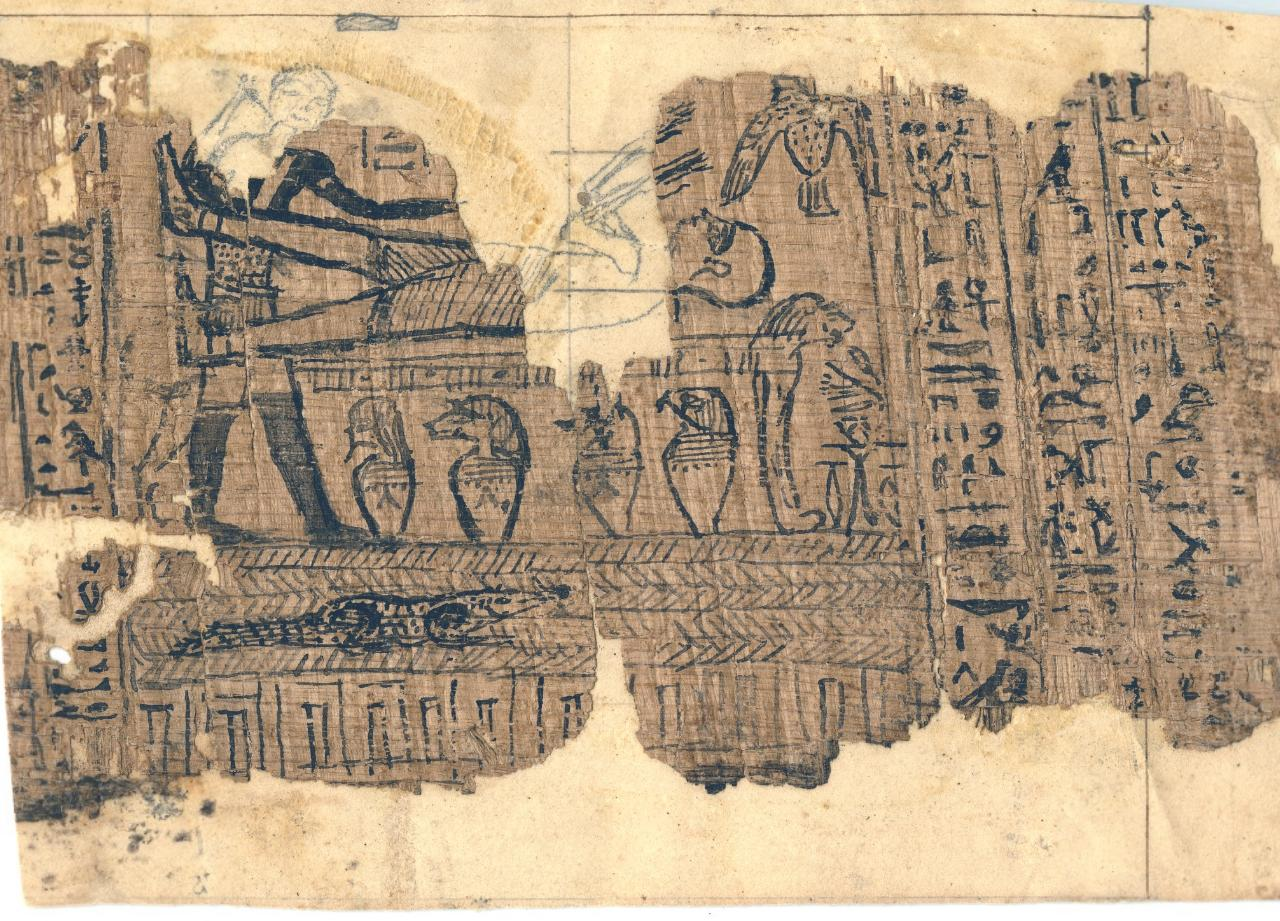
Papyrus correspondant qui a été retrouvé.

L'Église de Jésus-Christ des saints des derniers jours soutient la véracité de la « traduction » faite par Smith et ajoute même qu'en dehors de ces papyri, il existerait des dizaines de mentions d’Abraham dans les textes égyptiens…Toutefois, elle affirme aussi que « rien ne permet de croire que les papyrus retrouvés (par le Dr. Atiya) sont ceux qui ont permis la traduction du Livre d'Abraham. Au contraire, tout tend à démontrer que l'original n'a pas encore été retrouvé… »

### Le temple de Kirtland

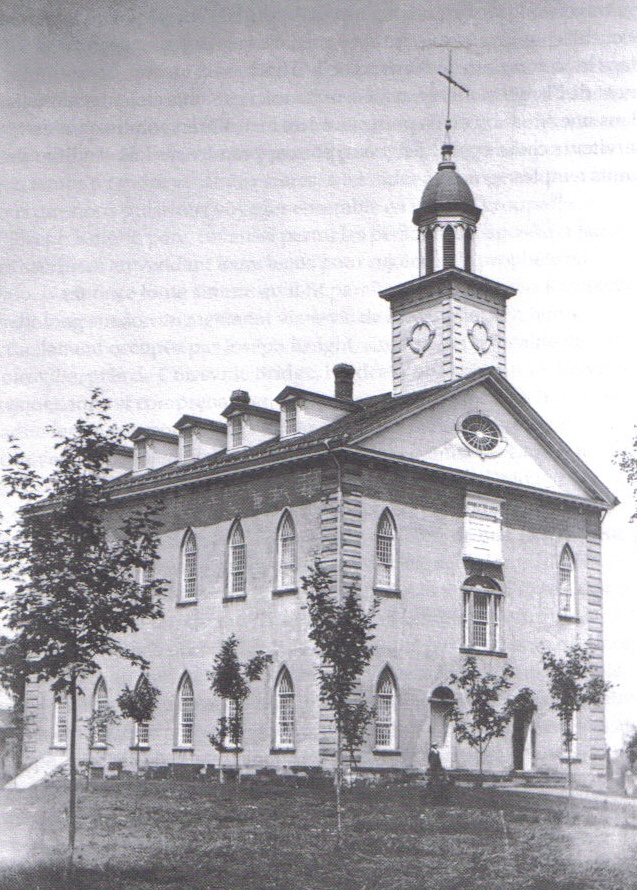
Temple de Kirtland.

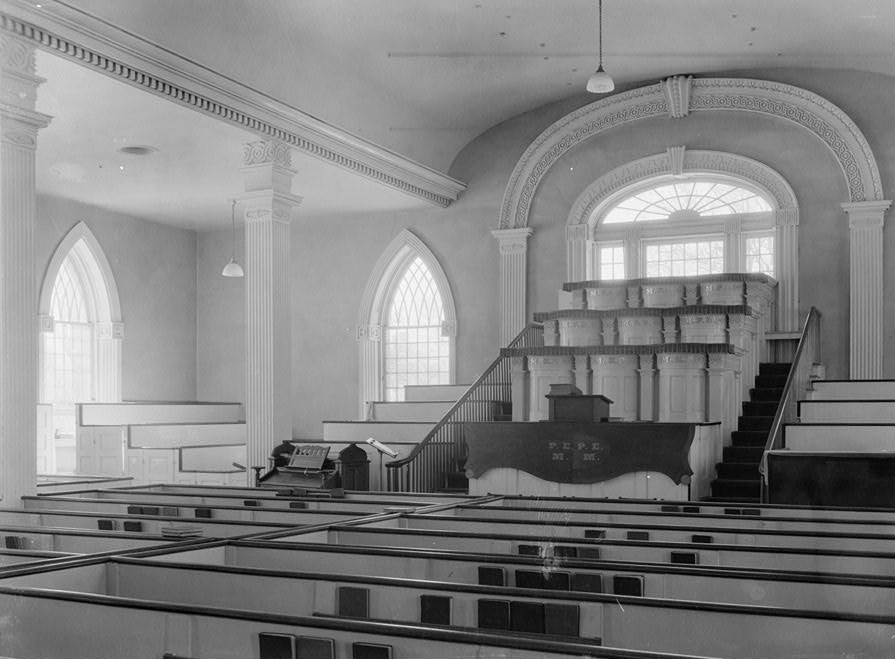
Intérieur du temple de Kirtland.

En décembre 1832, Joseph Smith affirma que Dieu commandait aux saints des derniers jours de construire un temple à Kirtland (Ohio). Eliza R. Snow écrivit : « À l'époque...les saints étaient peu nombreux et la plupart d'entre eux étaient très pauvres et sans l'assurance que Dieu avait parlé et avait commandé que l'on construise une maison en son nom…, toute tentative de construire ce temple dans la situation du moment aurait été considérée par tous les intéressés comme ridicule ».
Le 27 mars 1836, eut lieu la dédicace du temple de Kirtland, qui avait coûté 40 000 dollars. Une semaine plus tard, le 3 avril 1836, Joseph Smith prétendit que Jésus-Christ lui était apparu dans le temple, ainsi qu'à Oliver Cowdery, en déclarant : « J'ai accepté cette maison, et mon nom sera ici ; et je me manifesterai avec miséricorde à mon peuple dans cette maison ».
Il ajouta que trois messagers de l’époque de l'Ancien Testament, Moïse, Élias et Élie, apparurent également et rétablirent des clés et l'autorité de la prêtrise qui, selon lui, avaient été perdues depuis longtemps sur la terre.
Le temple dut être abandonné en 1838, lors de l'exode des saints des derniers jours vers le Missouri.

### Les nouveaux convertis européens émigrent aux États-Unis
Dans les premières années de l'Église, des missionnaires furent appelés à prêcher l'Évangile dans divers endroits des États-Unis et du Canada.
Puis, au cours de l'été 1837, il envoya des missionnaires en Angleterre. Il demanda à Heber C. Kimball, membre du Collège des Douze, de diriger un petit groupe de missionnaires dans cette entreprise. Kimball partit et, en l'espace d'un an, environ deux mille personnes s'étaient jointes à l'Église, en Angleterre. Par la suite, Joseph Smith envoya en mission des membres des Douze en Grande-Bretagne. En 1841, plus de six mille personnes s'étaient jointes à l'Église de Jésus-Christ des saints des derniers jours. Ils seront 50 000 dans les années 1850. Beaucoup de ces nouveaux fidèles émigrèrent aux États-Unis.

## Persécutions

### Expulsion duComté de Jackson (Missouri)

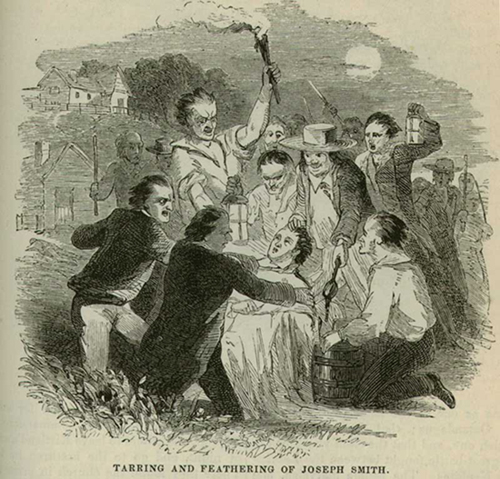
Joseph Smith enduit de goudron et de plumes, à Hiram, près de Kirtland, en 1832.

Dans le comté de Jackson (Missouri), au Camp de Sion, le nombre des fidèles, grossi par celui des nouveaux convertis, n'avait cessé d'augmenter, il représentait alors 1 200 personnes, soit environ un tiers de la population.
L'arrivée de tant de mormons inquiétait les habitants qui craignaient de perdre les élections. Ils se méfiaient aussi des doctrines particulières aux saints des derniers jours, et ils étaient mécontents que les mormons fassent prioritairement du commerce entre eux. L'opposition fit passer une circulaire pour obtenir la signature de ceux qui étaient disposés à éliminer le fléau mormon. 400 émeutiers se réunirent au tribunal d'Indépendence et des exigences écrites furent présentées aux dirigeants de l'Église pour le départ des saints des derniers jours du comté de Jackson et pour qu'ils cessent d'imprimer leur journal, The evening and the morning star. Devant le refus des dirigeants de l'Église, les émeutiers attaquèrent le bureau du journal qui était également maison du rédacteur en chef, William W.Phelps. La presse et le bâtiment furent démolis. En novembre 1833, les saints des derniers jours fuirent le comté de Jackson. La plupart traversèrent le fleuve Missouri et trouvèrent refuge dans le comté de Clay (Missouri).
En mai et juin 1834, Joseph Smith dirigea une expédition depuis Kirtland au Missouri pour soutenir les saints des derniers jours qui avaient été chassés. Après avoir organisé un pieu dans le comté de Clay avec David Whitmer comme président, il retourna en Ohio.

### Départ deKirtland (Ohio)
La ville de Kirtland avait connu, elle aussi, une augmentation significative du nombre d'habitants, s'élevant de 1 000 en 1830 à 3 000 en 1836. Cette croissance démographique fut au moins partiellement responsable d'une augmentation rapide du prix des terres agricoles entre 1832 et 1837. Le prix moyen par acre de terre à Kirtland passa de 7 dollars en 1832 à 44 dollars en 1837. Dès lors, l'inquiétude de la population locale se transforma en une vive hostilité à l'égard des mormons.

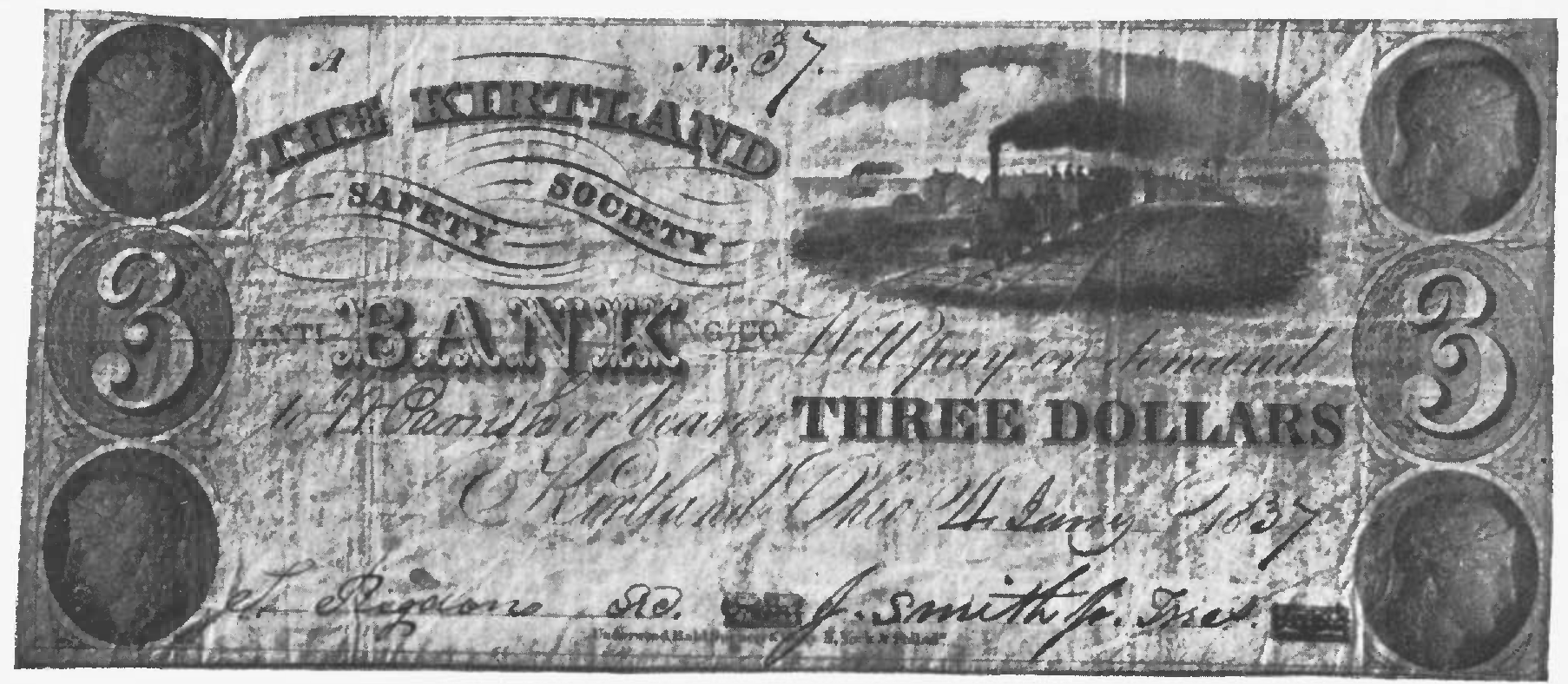
Billet de 3 dollars de la Kirtland Safety Society Bank.

En 1836, des membres de l'Église avaient créé à Kirtland, sous le nom de Kirtland Safety Society Bank (KSS), une maison de commerce qui faisait des opérations de banque.
Mais, au mois de novembre 1837, dans une période de dépression financière aux États-Unis, la Kirtland Safety Society Bank fut obligée de suspendre ses paiements et fut déclarée en faillite. La responsabilité en fut imputée à Joseph Smith qui fut poursuivi pour escroquerie et pour opérations bancaires illégales. Convoqué dans dix-sept procès, on lui réclama le remboursement de dettes s'élevant à plus de 30 000 dollars. Warren Parish, membre du Collège des Soixante-dix, accusé par Smith d'avoir détourné des fonds, fut excommunié.

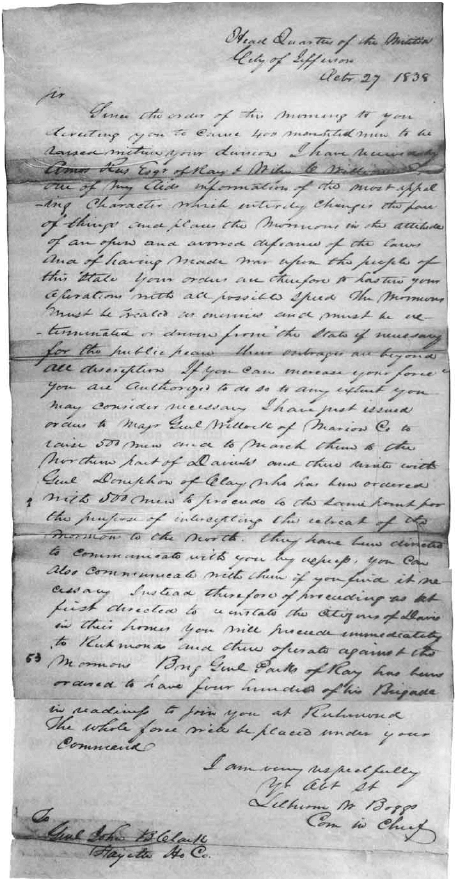
Ordre d'extermination des mormons, Missouri, Gouverneur Bogg, 1838.

Beaucoup de mormons, ruinés, accusèrent Smith d'être responsable de ce scandale financier et quittèrent l'Église. Des dirigeants mormons, dont plusieurs membres du Collège des douze apôtres, tels Lyman E. Johnson, Luke S. Johnson, John F. Boynton, Martin Harris, Warren Parrish, Oliver Cowdery, David Whitmer, W. W. Phelps et John Whitmer formèrent une faction dissidente. Ils prirent le contrôle du Temple de Kirtland et excommunièrent Joseph Smith et Sidney Rigdon.
Warren Parrish, rejoint par Martin Harris, un des témoins du Livre de Mormon, jugeant que Joseph Smith était un prophète déchu, fondèrent une Église dissidente : « l'Église du Christ » (Church of Christ), qui disparut peu après.
Tous les dissidents de Kirtland furent excommuniés pour « apostasie ».
Dans le décret d'excommunication, Smith parle d'une « bande de faussaires, de voleurs, de menteurs et de mauvais sujets de la plus noire teinte », et voici comment George A. Smith décrit cette première crise à l'intérieur de la jeune Église : « L'esprit d'apostasie devint plus général et le choc qui fut donné à l'Église fut plus grave que jamais auparavant : un de la Première Présidence, plusieurs des douze apôtres, un membre du grand conseil, les présidents des soixante-dix, les témoins du Livre de Mormon et un grand nombre d'autres ayant une position importante furent enveloppés dans cette apostasie… »
Les habitants de la localité et des membres excommuniés organisèrent des persécutions et des émeutes violentes. Les saints des derniers jours cessèrent d'être en sécurité à Kirtland. Le 12 janvier 1838, Joseph Smith et Rigdon, dont les vies étaient menacées, s'enfuirent de Kirtland pour Far West (Comté de Davies, Missouri). Au cours de l'année 1838, la plupart des saints des derniers jours furent également forcés de partir.

### Ordre d'extermination à Far West (Missouri)
Les mormons furent autorisés à construire une nouvelle ville, Far West. Joseph Smith y arriva en mars 1838 et y installa le siège de l'Église. Mais ils ne connurent pas longtemps la paix dans le nord du Missouri. Le 6 août 1838, une centaine d'émeutiers, lors des élections de Gallatin (Comté de Daviess) interdirent aux saints des derniers jours d'aller voter. En octobre 1838, le gouverneur Boggs rédigea l'Ordre d'extermination des mormons, résultat de l'expression populaire. À l'automne 1838, des émeutiers et la milice les harcelèrent à nouveau et attaquèrent plusieurs d’entre eux (Massacre de Haun's Mill). Quand ils ripostèrent et se défendirent, Joseph Smith et d'autres dirigeants de l'Église furent arrêtés sur des accusations de trahison. En novembre, ils furent emprisonnés à Independence et à Richmond (Missouri) et le 1er décembre, ils furent emmenés en prison à Liberty (Missouri).
Pendant l'emprisonnement de Joseph Smith, des milliers de mormons, y compris sa propre famille, furent chassés du Missouri, pendant l'hiver et le printemps de 1838-1839. Sous la direction de Brigham Young et d'autres dirigeants de l'Église, les mormons partirent vers l'Est, en Illinois.

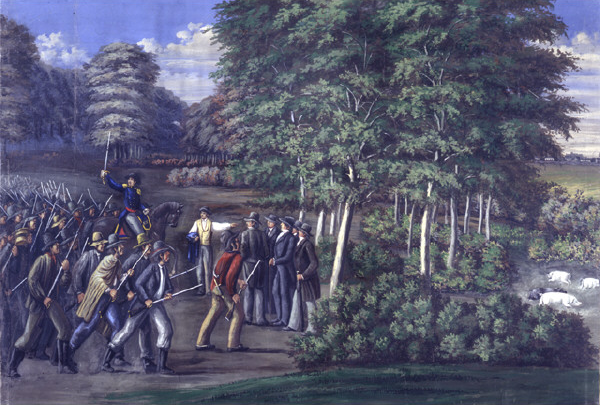
Arrestation de dirigeants mormons, par C.C.Christensen.

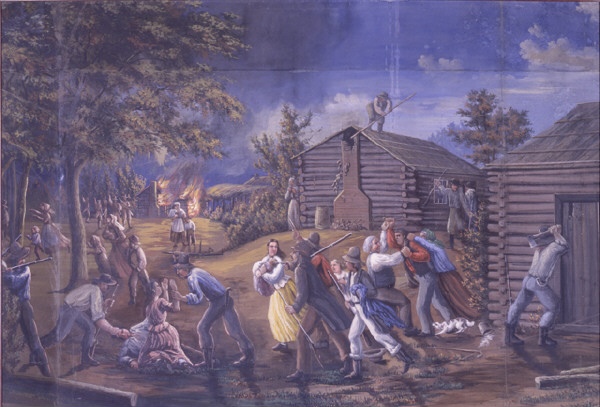
Les saints des derniers jours sont chassés du Comté de Jackson, Missouri par CCA Christensen.

En avril 1839, Joseph Smith et ses compagnons furent transférés de la prison de Liberty à Gallatin (Missouri). Au cours d'un autre transfert, de Gallatin à Columbia (Missouri), les gardes permirent aux prisonniers de s'enfuir. Ceux-ci se rendirent à Quincy (Illinois), où le plus grand nombre de membres de l'Église s'étaient rassemblés après avoir fui le Missouri. Bientôt, sous la direction de Joseph Smith, la majeure partie des saints des derniers jours commença à s'établir à environ quatre-vingt kilomètres au nord, à Commerce (Illinois), village situé dans un coude du fleuve Mississippi. Joseph Smith rebaptisa la ville du nom de Nauvoo et, dans les années qui suivirent, des membres de l’Église, dont de nouveaux convertis, arrivèrent en grand nombre à Nauvoo en provenance des États-Unis, du Canada et d'Europe et transformèrent cette région en l'une des plus peuplées d'Illinois.

### A Nauvoo (Illinois)

#### Les derniers enseignements de Joseph Smith

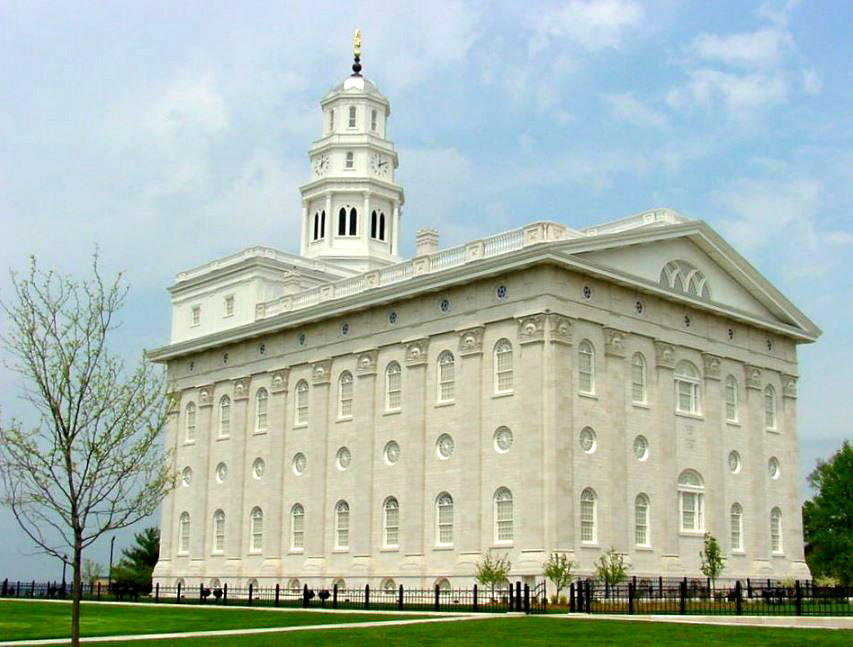
Le temple de Nauvoo, construit en 1846, détruit quelques années plus tard et reconstruit à l'identique en 2002.

Quand les saints des derniers jours avaient dû quitter Kirtland, ils avaient laissé derrière eux le temple. À Nauvoo, ils entreprirent d'en construire un nouveau. La pose des pierres d'angle eut lieu le 6 avril 1841, lors d'une cérémonie présidée par Joseph Smith. Toutefois, ce dernier mourut sans avoir vu le temple terminé.
Joseph Smith créa alors la cérémonie de la « dotation du temple », et, le 4 mai 1842, à l'étage de son magasin, à Nauvoo, Joseph Smith administra les premières dotations à un petit groupe dont Brigham Young faisait partie.

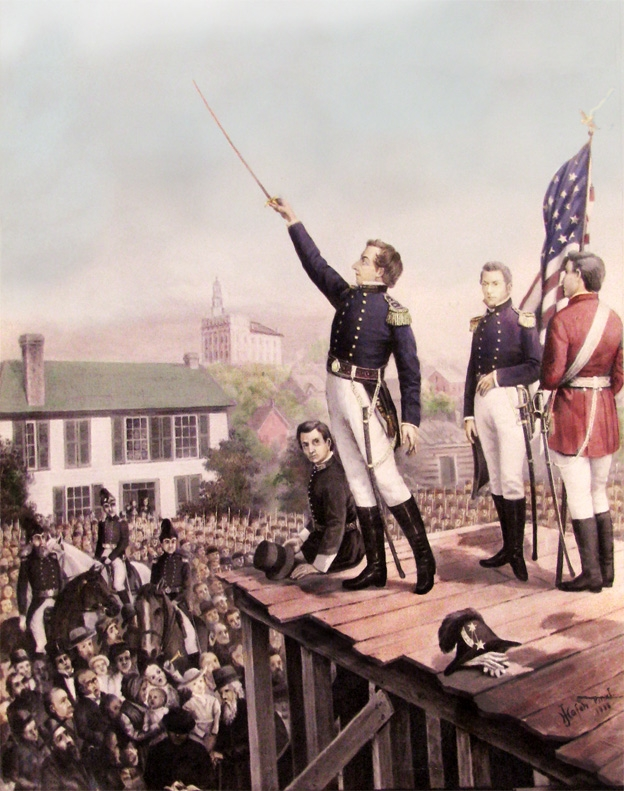
Joseph Smith, en lieutenant-général de la légion de Nauvoo.

Comme il est attesté qu'à Nauvoo Joseph Smith fut initié à la franc-maçonnerie, certains auteurs ont envisagé une éventuelle relation entre les rites maçonniques et la cérémonie de dotation du temple.
Pour sa part, l'Église de Jésus-Christ des saints des derniers jours estime que la cérémonie de la dotation du temple est bien plus proche des Écritures que des rites maçonniques même si elle partage avec eux quelques ressemblances dans les paroles et dans les gestes .
Joseph Smith commença à enseigner la doctrine du baptême pour les morts à partir du 15 août 1840. Le temple étant dans les premières phases de sa construction, les saints des derniers jours accomplirent tout d'abord les baptêmes pour les morts dans les rivières et les ruisseaux des environs. Au cours de l'été et de l'automne 1841, ils construisirent des fonts baptismaux temporaires en bois dans les sous-sols nouvellement creusés du temple. Les baptêmes pour les morts eurent lieu pour la première fois dans ces fonts baptismaux le 21 novembre 1841.
En 1841, les premiers scellements de couples eurent lieu et, en 1843, Joseph Smith dicta le texte décrivant la nature éternelle de l'alliance du mariage. Les enseignements de ce texte étaient connus de Joseph Smith depuis 1831.
Il enseigna aussi la doctrine du mariage plural. Lui-même et les dirigeants de l'Église auraient pratiqué le mariage plural (Emma Smith, son épouse, affirma toujours que son mari ne l'avait jamais pratiqué), mais cette pratique ne fut étendue à l'Église que quelques années plus tard, à partir de la Présidence de Brigham Young, premier successeur de Joseph Smith et une part des fidèles, jusqu'à son abandon en 1889, sous la présidence de Wilford Woodruff, troisième successeur de Joseph Smith.
À ce propos, le journaliste Hugues Rondeau écrivait en 1995 : « Que ce soit par manque d'inclination, pour cause de ressources insuffisantes ou en raison de l'opposition de la première épouse, la plupart des mormons ne s'engagèrent pas dans la pratique du « mariage plural »… Certains prirent de nombreuses épouses, tel Brigham Young qui eut des enfants de quinze femmes différentes. Mais la majorité des mormons polygames n'en avait que deux. Le pourcentage de population représenté par ces familles varie selon les endroits et les périodes. On a pu compter parfois jusqu'au tiers des habitants de petites collectivités issus de familles polygames, femmes et enfants compris ; mais une estimation générale plus proche de la réalité devrait se situer entre 10 et 20 % de la population à la fin du XIXe siècle ».

#### Candidat à la Présidence des États-Unis
À Nauvoo, Joseph Smith était à la fois maire, commerçant, premier juge, rédacteur en chef du journal local, et commandant de la Légion de Nauvoo, une unité de la milice de l’État d’Illinois.
En janvier 1844, Joseph Smith annonça sa candidature à la présidence des États-Unis. Son programme fut publié en février 1844. Bien que la plupart des observateurs aient reconnu qu'il n'avait que peu de chances d'être élu, sa candidature attira l'attention du grand public sur l'Église de Jésus-Christ des saints des derniers jours.

## La chute

### Arrestation
Bien que les mormons aient tout d'abord joui d'une paix relative à Nauvoo, une vive hostilité s'éleva bientôt dans la population et Joseph Smith comprit dès lors que sa vie était menacée. Lors d'une réunion tenue en mars 1844, il chargea les Douze de gouverner l'Église après sa mort.
Au printemps 1844, Thomas Sharp, rédacteur en chef du Warsaw Signal, un journal hostile aux mormons, et dirigeant du parti politique antimormon du comté de Hancock, exigea publiquement l'assassinat de Joseph Smith. Il écrivit :

« La guerre et l'extermination sont inévitables ! Citoyens, levez-vous, UNIS et ENSEMBLE ! Pouvez-vous supporter et souffrir que de tels DIABLES INFERNAUX ! VOLANT aux hommes leurs propriétés et leurs DROITS, sans les venger. Nous n'avons pas de temps pour les opinions, chaque homme se forgera la sienne. LAISSEZ RÉGLER CELA AVEC LA POUDRE ET LES BALLES ! (Warsaw Signal, 12 juin 1844, p. 2.) »

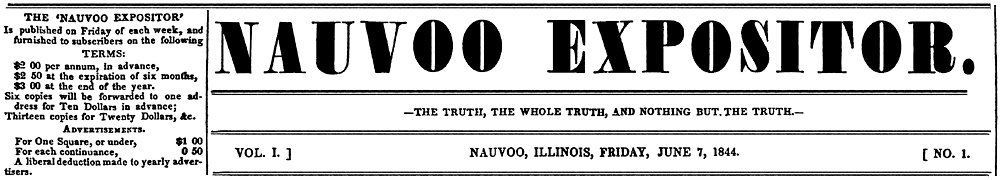
Nauvo Expositor.

Le journal Nauvoo Expositor dénonçait la polygamie pratiquée par Joseph Smith et d'autres dirigeants de l'Église, et il réclamait la révocation de la charte de Nauvoo.
Le 10 juin 1844, Joseph Smith, en tant que maire de Nauvoo, et les membres de son conseil municipal ordonnèrent la destruction du Nauvoo Expositor et de la presse sur laquelle il était imprimé.
Thomas Ford, gouverneur d'Illinois, écrivit à Joseph Smith, insistant pour que les membres du conseil municipal comparaissent devant un jury non mormon pour répondre à l'accusation de perturber l'ordre public, prétendant que seul un procès de ce genre satisferait le peuple. Ce procès aurait lieu au tribunal de Carthage (Illinois), siège du comté de Hancock. Il leur fit aussi la promesse d'une protection totale. Afin de se mettre à l'abri, Joseph et son frère Hyrum décidèrent d'abord de se réfugier vers l'ouest et, le 23 juin, ils traversèrent le Mississippi. Mais des mormons venus de Nauvoo vinrent les trouver et leur dirent que des troupes envahiraient la ville s'ils ne se rendaient pas aux autorités. Joseph et Hyrum Smith consentirent alors à se constituer prisonniers. Joseph Smith aurait alors dit : « Je vais comme un agneau à l'abattoir, mais je suis calme comme un matin d'été ». Le 24 juin, ils partirent pour Carthage et, le lendemain, se rendirent à l'agent de police William Bettisworth. Le 26 juin, le général Joseph Smith eut un entretien avec le gouverneur Ford lui promettant sa protection.
Joseph et Hyrum furent incarcérés dans la prison de Carthage, en attendant de passer en jugement. John Taylor et Willard Richards, alors seuls membres des Douze à ne pas être en mission, se joignirent volontairement à eux.

### Mort

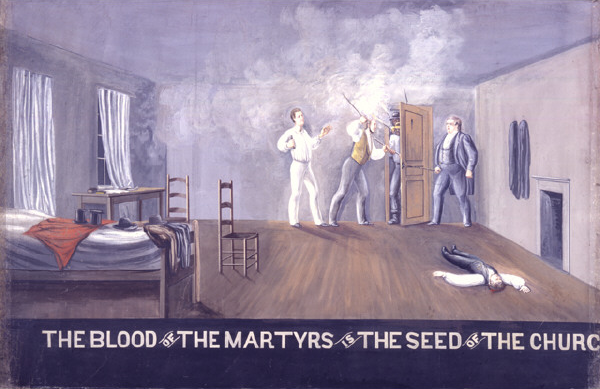
Intérieur de la prison de Carthage, meurtre de Joseph Smith, par C.C.A. Christensen.

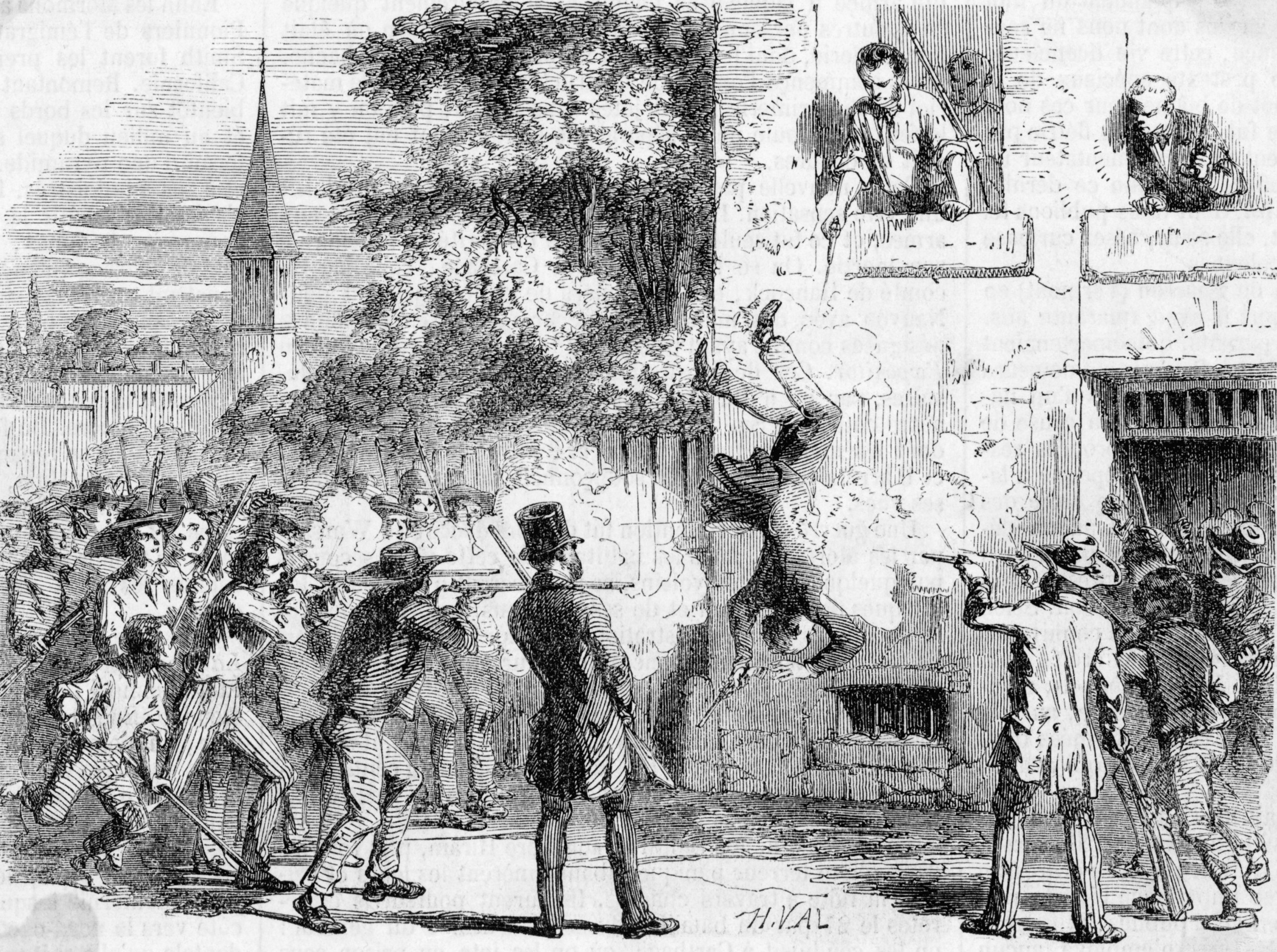
Tué d'une balle, Joseph Smith chute par la fenêtre du premier étage.

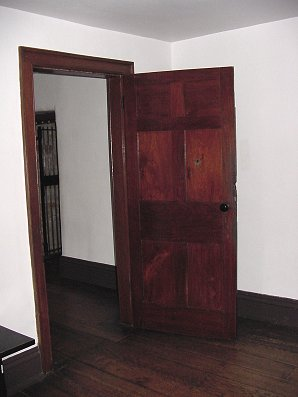
Porte de la prison de Carthage à travers laquelle les assaillants firent feu. À noter : l'impact de balle dans la porte.

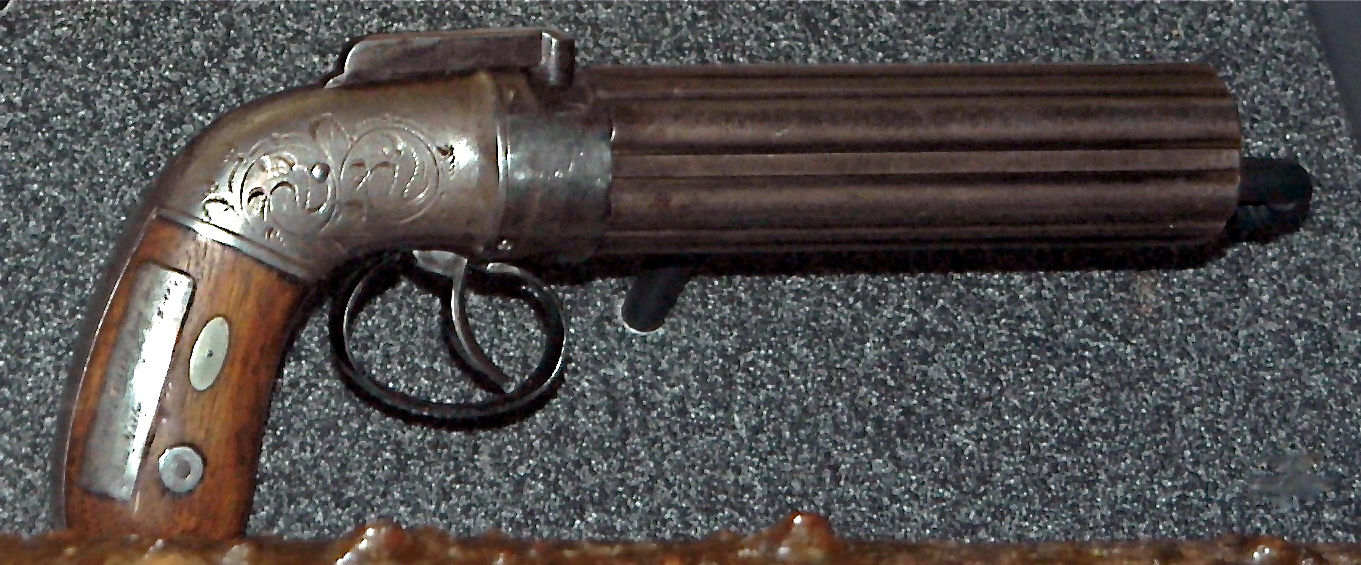
Pistolet utilisé par Joseph Smith pour se défendre le 27 juin 1844 - Musée d'Histoire de l'Église, Salt Lake City.

Sans attendre le procès, l'après-midi du 27 juin 1844, une foule d'environ 200 émeutiers, aux visages peints en noir, prit d'assaut la prison de Carthage. Compte tenu de l'inégalité des forces en présence, l'issue de l'attaque ne faisait guère de doute. Hyrum Smith, le premier, fut tué par une balle tirée à travers la porte. Puis John Taylor fut grièvement blessé. Joseph Smith fut tué alors qu'il tentait de s'enfuir par la fenêtre située au premier étage de laquelle il tomba. Son corps gisait à côté du puits extérieur. Seul William Richards en sortit indemne. Les deux corps furent inhumés le lendemain au cimetière East Carthage, anonymement.
Selon les émeutiers, témoins oculaires présents au moment de l'attaque, Joseph et Hyrum, en prison, étaient armés et firent tous deux usage de leurs pistolets. Joseph Smith aurait tiré sur les assaillants, déchargé son six-coups et blessé trois hommes. L'un d'eux, Wills, aurait été touché au bras, un autre, Gallaher, au visage, et un dernier, Voras, à l’épaule. Selon ces mêmes témoignages : « ces trois-là avaient dit qu’ils avaient été les premiers à la prison, que l’un d’eux avait tiré à travers la porte, tuant Hyrum, que Joseph les avait blessés tous les trois avec son pistolet et que Gallaher avait abattu Joseph tandis que celui-ci courait vers la fenêtre… »
Plus tard, l'État d'Illinois mit en accusation Wills, Gallaher et Voras, parmi 9 hommes pour le meurtre de Joseph Smith : « John Wills, William Voras (Vorhees), William N. Grover, Jacob C. Davis, Mark Aldrich, Thomas C. Sharp, Levi Williams et deux hommes appelés Gallaher et Allen, dont les prénoms ne sont pas cités », lesquels auraient été acquittés.
Les circonstances de la mort de Joseph Smith ont été très controversées. John Taylor, apôtre mormon en compagnie de Joseph Smith lorsque celui-ci fut assassiné, déclara « avoir été informé » que des assaillants étaient morts dans l'affrontement, sous les tirs de Joseph Smith : « Joseph ouvrit la porte doucement et fit feu six fois successivement […] je compris ensuite que deux ou trois furent blessés par ces décharges dont deux, j’en fus informé, moururent ».
Cependant, l'Église de Jésus-Christ des saints des derniers jours dément et aucun élément décisif n'a pu être apporté permettant d'affirmer qu'un des assaillants blessés par Smith soit ensuite mort de ses blessures.
Par ailleurs, pour les détracteurs du mormonisme, le fait que Joseph Smith se soit défendu et ait répliqué avec son arme n'est pas compatible avec la qualification de martyre qui, selon eux, présuppose une mort consentie pour un idéal religieux. Pour sa part, l'Église de Jésus-Christ des saints des derniers jours souligne que le meurtre de Joseph Smith a été perpétré par une foule nombreuse et dans un déchaînement de violence tel que cela ne laissait guère de chance aux détenus, qui peuvent dès lors être considérés comme des victimes. Elle estime que Joseph Smith et son frère se sont légitimement défendus selon le principe de la légitime défense et qu'ils ont été abattus à cause de leurs convictions religieuses, ce qui, selon elle, autorise à les qualifier de martyrs.
John Taylor écrivit ainsi : « Nous annonçons le martyre de Joseph Smith, le prophète, et de Hyrum Smith, le patriarche. Ils furent tués à coups de fusil, le 27 juin 1844, vers cinq heures de l'après-midi, dans la prison de Carthage, par des émeutiers armés, peints de noir, forts d'environ cent cinquante à deux cents personnes. Hyrum fut abattu le premier et tomba calmement, s'exclamant : Je suis mort ! Joseph sauta par la fenêtre et fut mortellement atteint dans sa tentative, s'exclamant : Ô Seigneur, mon Dieu ! On tira brutalement sur eux, alors qu'ils étaient déjà morts, et tous deux reçurent quatre balles… Hyrum Smith eut quarante-quatre ans en février 1844, et Joseph Smith eut trente-huit ans en décembre 1843… »

## Après sa mort

### L'exode

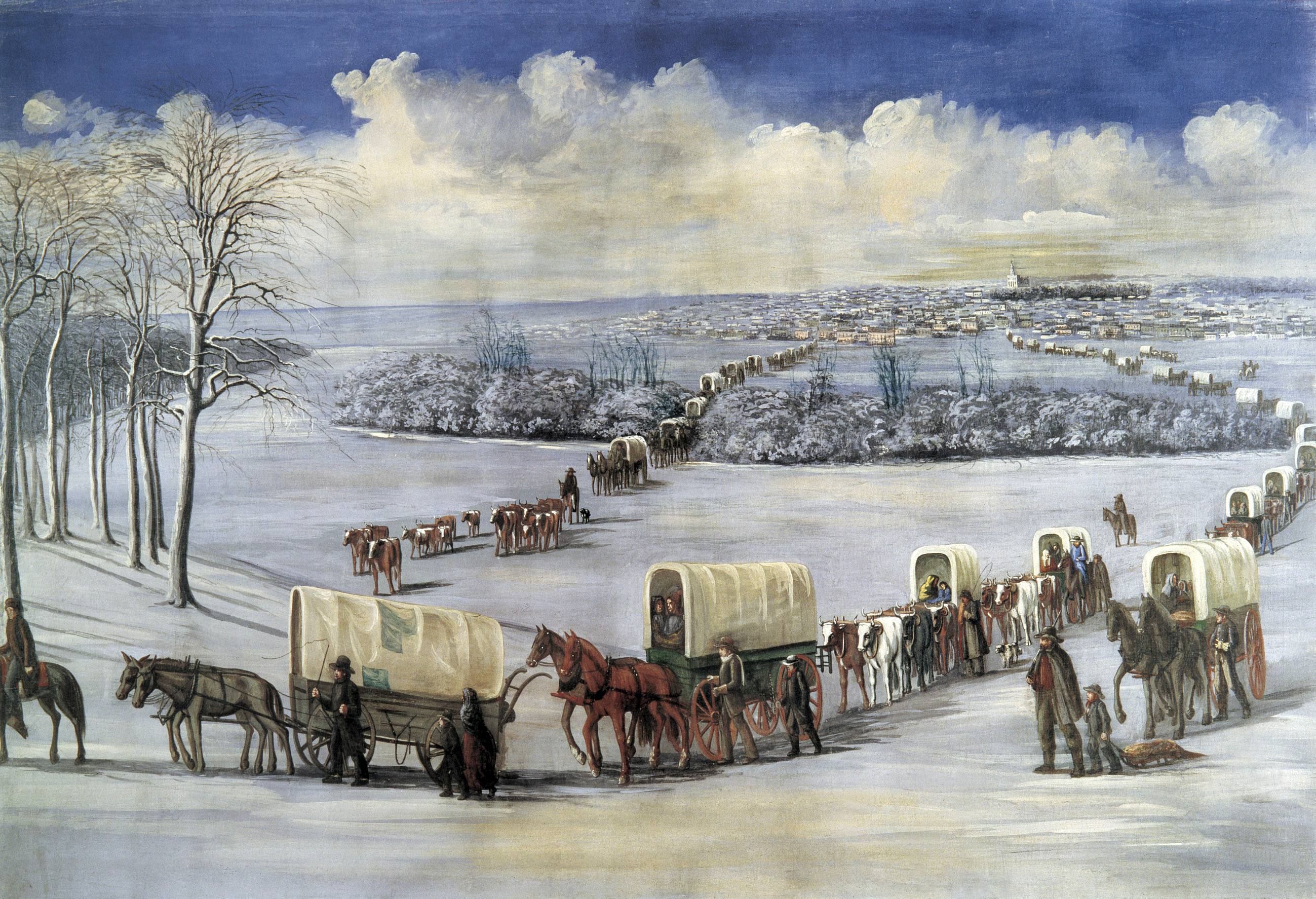
Départ de Nauvoo, hiver 1846-47, par C.C.A. Christensen.

Les saints des derniers jours firent des préparatifs pour quitter l'est des États-Unis et, les persécutions s'intensifiant, l'exode des pionniers mormons vers les Montagnes Rocheuses débuta en hiver 1846-1847. Dirigés par Brigham Young, nouveau président de l'Église de Jésus-Christ des saints des derniers jours, ils parcoururent ainsi 2 000 km avant d'atteindre le désert du Grand Lac Salé. Ils y fonderont une nouvelle ville, Salt Lake City.
Sa veuve, Emma Hale, resta avec la charge de leurs cinq enfants. En désaccord au sujet de la polygamie avec Brigham Young (elle affirma toujours que son mari, Joseph Smith, ne l'avait jamais pratiquée), elle ne suivit pas l’Église en Utah. Elle se remaria, en 1847, devant un pasteur méthodiste, avec Lewis C. Bidamon, un non-mormon. Elle revendit en 1856 à un certain Abel Coombs les papyrus acquis par Joseph Smith en 1835, lesquels avaient été à l'origine du Livre d'Abraham.
L'un des fils de Joseph Smith et d’Emma Hale, Joseph (Joseph Smith III), devint en 1860 le premier président d'un groupe mormon dissident : l’Église réorganisée de Jésus-Christ des saints des derniers jours, aujourd’hui rebaptisée Communauté du Christ. Des descendants directs de Joseph Smith ont dirigé cette Église jusqu’en 1996.
À Salt Lake City, les 6e et 10e présidents de l'Église de Jésus-Christ des saints des derniers jours, Joseph F. Smith (1838-1918) et Joseph Fielding Smith (1876-1972) furent quant à eux, respectivement, le fils et le petit-fils d’Hyrum, frère aîné de Joseph Smith, qui fut assassiné avec lui à Carthage (Illinois), le 27 juin 1844.

### Réhabilitation
En 1976, le gouverneur Bond, de l’État du Missouri, a révoqué l’ordre d’extermination lancé en 1838 contre les saints des derniers jours par le gouverneur Lilburn W. Boggs.
Sur l’initiative d’Ed Burke, un catholique, conseiller municipal de Chicago, l’État d’Illinois a voté, le 24 mars 2004, à l’unanimité, une résolution présentant des excuses à l’Église pour le traitement cruel infligé aux saints des derniers jours de Nauvoo et pour leur expulsion de la ville en 1845. L'Assemblée Générale de l'Illinois rédigea une Résolution se concluant par :

« [...] Attendu que les idées préconçues et les préjugés d’une époque moins éclairée de l’histoire de l’État d’Illinois ont valu à la communauté des saints des derniers jours des vicissitudes et des traumatismes indicibles de par la méfiance, la violence et les actes inhospitaliers d’une époque sombre de notre passé ; qu’il soit donc
Résolu, par la Chambre des Représentants de la 93e Assemblée générale de l’État d’Illinois, que nous reconnaissions la disparité de ces actes et de ces soupçons passés, en regrettant l’expulsion de la communauté des saints des derniers jours, un peuple caractérisé par la foi et le travail acharné ; qu’il soit en outre
Résolu que nous demandions à la communauté des saints des derniers jours son pardon pour les efforts malavisés de nos citoyens, du chef de l’Exécutif et de l’Assemblée générale lors de l’expulsion de leurs ancêtres mormons de la belle ville de Nauvoo et de l’État d’Illinois »

## Vie privée
Joseph Smith enseigna et pratiqua la polygamie, puis établit le mariage plural pour l'ordre des mormons. Au total, Smith se maria à une cinquantaine de femmes, afin d'initier l'ordre dans cette nouvelle pratique.
En 1826, Joseph Smith était encore au service de Josiah Stowel quand il demande la main de la jeune Emma. Malgré le refus d'Isaac Hale, Joseph épouse Emma à South Bainbridge (Comté de Chenango - État de New York - Afton depuis 1857), le 18 janvier 1827.

À Nauvoo, Joseph Smith et sa famille s'installent d'abord dans une petite maison de rondins. Joseph gagne sa vie en cultivant la terre, puis en gérant un magasin. Fin août 1843, la famille emménage dans une maison neuve à un étage, la Mansion House.

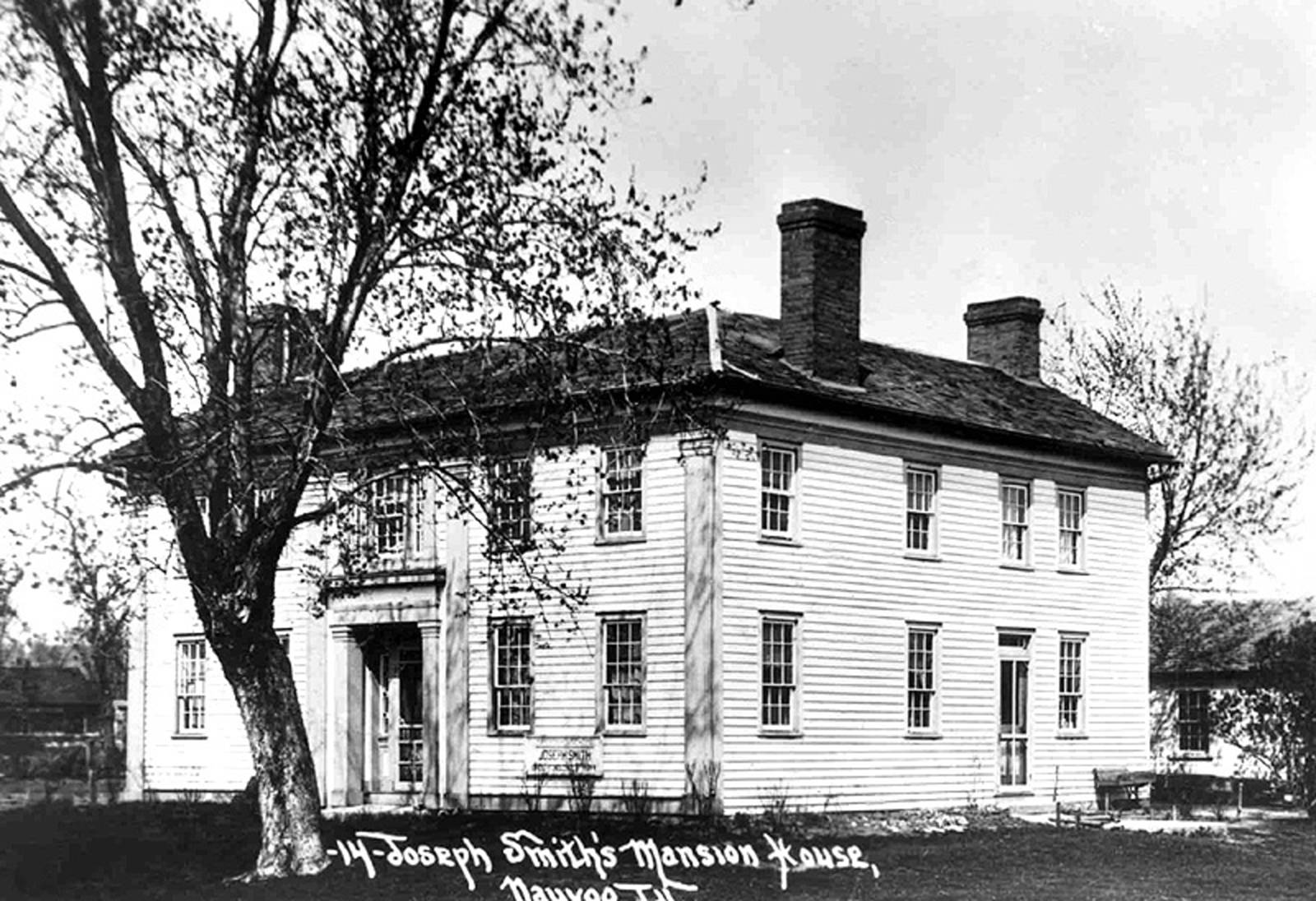
Joseph Smith Mansion House.

En 1844, Joseph Smith et Emma Hale ont quatre enfants. Entre 1828 et 1842, ils en ont perdu six, décédés peu après leur naissance, et un autre naîtra en 1844, près de cinq mois après la mort de Joseph.
Les onze enfants du couple sont : Alvin, né et décédé le 15 juin 1828, les jumeaux Thadeus et Louisa, nés et décédés le 30 avril 1831, Joseph (Joseph Smith III), né en 1832, Frederick, né en 1836, Alexander, né en 1838, Don Carlos, né en 1840 et mort à l'âge de 14 mois, un enfant mort-né en 1842, et David, né en 1844, auxquels s'ajoutent les jumeaux Joseph et Julia, nés en 1831, enfants de John et Julia Murdock, recueillis par les Smith après la mort de leur mère.

### Selon les historiens
Après son mariage avec Emma Hale, selon les enseignements qu'il aurait donnés sur le mariage plural, Joseph Smith aurait contracté de nombreuses unions avec d'autres femmes. Aujourd'hui, tous les historiens, mormons ou non, s'accordent sur le fait que Joseph Smith fut polygame, mais, en raison des lacunes de la documentation, la question du nombre de ses épouses reste discutée. La plupart de ces femmes auraient été épousées par Smith en 1842 et 1843, c'est-à-dire peu de temps avant sa mort (Smith a alors 37-38 ans) et sur une durée relativement courte. Certaines l'auraient épousé par procuration après son décès[réf. nécessaire].
La première liste, publiée en 1887 par l'historien mormon Andrew Jenson lui attribuait 27 épouses. Mais, généralement, les études récentes en mentionnent davantage : L'historien mormon Todd Compton, lui reconnaît 33 épouses, tandis que George D. Smith en compte 43, D. Michael Quinn, 47 et Fawn McKay Brodie 48.
Certaines auraient été particulièrement jeunes, telles Helen Mar Kimbal et Nancy Maria Winchester, toutes deux âgées de 14 ans. Merlin Compton estime qu'un tiers des épouses de Smith auraient été âgées de 14 à 20 ans au moment du mariage.
Selon Compton, d'autres étaient déjà légalement mariées quand elles devinrent les épouses de Joseph Smith (11 sur 33), telle Sylvia Porter Sessions, 23 ans, mariée à Windsor Lyon, et qui en 1882, sentant sa mort prochaine, fit venir à son chevet sa fille, Joséphine Rosetta Lyon, et lui confia qu'elle était la fille de Joseph Smith.

### Témoignage d'Emma Smith
Linda King Newell et Valeen Tippetts Avery dans leurs biographies, affirmèrent qu'Emma avait été témoin de plusieurs mariages de Joseph Smith avec d'autres femmes. Cependant, au long de sa durée de vie, Emma nia publiquement avoir connaissance de l'implication de son mari dans la pratique de la polygamie et niant sur son lit de mort que cette pratique ait jamais eu lieu. Emma a déclaré : 

« Aucune chose telle que la polygamie […] n'a été enseignée, en public ou en privé, avant que mon mari ne décède, je n'en ai pas eu connaissance, ni maintenant, ni jamais… Il n'a jamais eu d'autres épouses que moi, et il n'y en a jamais eu d'autres à ma connaissance. »

Emma Smith affirma que la toute première fois où elle a entendu parler d'une révélation sur la polygamie attribuée par les mormons à Joseph Smith fut quand elle lut, en 1853, ce que le livre de Orson Pratt, The seer, dit à ce sujet.

### Reconnaissance par l'Église
Les sources officielles de l'Église, ne manquent pas pour affirmer que Joseph Smith a appliqué le principe du « mariage plural ». Par exemple, Joseph F. Smith (1838-1918), neveu du prophète et sixième président de l'Église, a déclaré : « Il y a suffisamment de preuves pour montrer sans qu’il puisse subsister l’ombre d’un doute que Joseph Smith, le prophète, enseigna et pratiqua bien le principe du mariage plural de son vivant ».
Joseph Smith III, qui, après la mort de Smith, dirigea une Église mormone dissidente, considérera que les « enseignements tardifs » de son père au sujet de la pluralité des dieux, de l’exaltation, de la polygamie et du baptême pour les morts ont été mal compris, mal transcrits et qu’ils ne sont pas essentiels.
Plus récemment, l'Église de Jésus-Christ des saints des derniers jours a diffusé une série d'articles sur son site officiel traitant de questions historiques, dont la polygamie de Joseph Smith. Un de ces articles rappelle la polygamie du fondateur de l'Église, indiquant que Smith était au départ réticent à la polygamie, puis qu'après que Dieu en personne lui ait ordonné d'avoir recours à cette pratique il aurait eu entre 30 et 40 épouses.

### Liste d'épouses
- Emma Hale (1804-1879), mariée en 1827.
- Fanny Alger (1816-1889), mariée en 1833.
- Louisa Beaman (1815-1850), mariée en 1841, épouse le successeur de Smith, Brigham Young.
- Zina Diantha Huntington (1821-1901), mariée en 1841, épouse le successeur de Smith, Brigham Young.
- Presendia Lathrop Huntington (1810-1892), mariée en 1841.
- Mary Elizabeth Rollins Lightner (1818-1913), mariée en 1842, épouse le successeur de Smith, Brigham Young.
- Patty Bartlett Sessions (1795-1892), mariée en 1842.
- Marinda Nancy Johnson (1815-1886), mariée en 1842.
- Elizabeth Davis Durack Brackenbury (1791-1876), mariée en 1842.
- Eliza R. Snow (1804-1887), mariée en 1842, épouse le successeur de Smith, Brigham Young.
- Emily Dow Partridge (1824-1899), mariée en 1843, épouse le successeur de Smith, Brigham Young.
- Rhoda Richards (1784-1879), mariée en 1843, épouse le successeur de Smith, Brigham Young.
- Mary Ann Frost Stearns Pratt (1809-1891), mariée en 1843.

### Descendance
Les enfants de Joseph Smith, fondateur du mouvement des saints des derniers jours et de son épouse, Emma Smith, ont une importance historique en raison de leur rôle dans la création et la direction du mouvement des saints des derniers jours, qui comprend l’Église mormone et certains autres mouvements issus du mormonisme. Malgré ses nombreuses épouses, Joseph Smith n'eut des enfants qu'avec Emma Smith.
- Alvin Smith (1828), mort à la naissance ;
- Thaddeus Smith (1831), mort à la naissance ;
- Louisa Smith (1831), jumelle de Thaddeus, morte à la naissance ;
- Julia Murdock Smith (1831-1880), aîné des enfants survivants et la fille unique de Joseph et Emma Smith ;
- Joseph Smith III (1832-1914), prétendant à la succession de son père, fondateur et premier président de la Communauté du Christ ( « joséphites ») ;
- Frederick Granger Williams Smith (1836-1862) ;
- Alexander Hale Smith (1838-1909), haut responsable de la Communauté du Christ (« joséphites ») ;
- David Hyrum Smith (1844-1904), haut responsable de la Communauté du Christ (« joséphites ») ;